# Список кодів обсерваторій
Коди обсерваторій були введені Центром малих планет (підрозділ Міжнародного астрономічного союзу) для створення каталогу астрометричних спостережень об'єктів Сонячної системи. Тут наведено список кодів обсерваторій:

## Список кодів

### 000—099
- 000: Гринвіч, Англія,  Велика Британія
- 001: Обсерваторія Ісаака Робертса, Англія,  Велика Британія
- 002: Релей, Ессекс,  Велика Британія
- 003: Монпельє,  Франція
- 004: Тулузька обсерваторія,  Франція
- 005: Медон, Париж,  Франція
- 006: Обсерваторія Фабра, Барселона,  Іспанія
- 007: Паризька обсерваторія,  Франція
- 008: Алжир-Бузареа,  Алжир
- 009: Берн-Іхт,  Швейцарія
- 010: Коссол,  Франція
- 011: Ветцікон,  Швейцарія
- 012: Уккел,  Бельгія
- 013: Лейден,  Нідерланди
- 014: Марсель,  Франція
- 015: Утрехт,  Нідерланди
- 016: Безансон[fr],  Франція
- 017: Гоер-Ліст,  Німеччина
- 018: Дюссельдорф-Білько,  Німеччина
- 019: Невшатель[en],  Швейцарія
- 020: Ніцца,  Франція
- 021: Карлсруе[de],  Німеччина
- 022: Піно Торінезе[it],  Італія
- 023: Вісбаден[de],  Німеччина
- 024: Гайдельберг-Кенігштуль,  Німеччина
- 025: Штутгарт[de],  Німеччина
- 026: Ціммервальдська обсерваторія,  Швейцарія
- 027: Мілан[en],  Італія
- 028: Вюрцбург[de],  Німеччина
- 029: Гамбург-Бергедорф,  Німеччина
- 030: Обсерваторія Арчетрі, Флоренція,  Італія
- 031: Зоннеберг[de],  Німеччина
- 032: Йена[de],  Німеччина
- 033: Обсерваторія Карла Шварцшильда, Таутенбурге,  Німеччина
- 034: Обсерваторія Монте Маріо[ru], Рим,  Італія
- 035: Копенгаген[en],  Данія
- 036: Кастель Гандольфо, Кастель-Гандольфо,  Італія
- 037: Обсерваторія Коллуранія[it], Терамо,  Італія
- 038: Трієст[en],  Італія
- 039: Лунд[en],  Швеція
- 040: Інститут Лорман[de], Дрезден,  Німеччина
- 041: Інсбрук[de],  Австрія
- 042: Потсдам,  Німеччина
- 043: Обсерваторія Азіаго, Падуя,  Італія
- 044: Обсерваторія Каподімонте, Неаполь,  Італія
- 045: Відень (з 1879 року),  Австрія
- 046: Обсерваторія Клеть, Ческе-Будейовіце,  Чехія
- 047: Познань,  Польща
- 048: Градец-Кралове[cs],  Чехія
- 049: Уппсала-Квістаберг[sv],  Швеція
- 050: Стокгольм[en] (до 1931),  Швеція
- 051: Обсерваторія мису Доброї Надії,  ПАР
- 052: Стокгольм-Сальтшебаден[sv] (з 1931),  Швеція
- 053: Обсерваторія Конкоя, Будапешт (з 1934),  Угорщина
- 054: Брорфельде,  Данія
- 055: Краків,  Польща
- 056: Обсерваторія Скалнате Плесо,  Словаччина
- 057: Белград[sr],  Сербія
- 058: Кенігсберг[ru] (до 1944),  Росія
- 059: Ломницький Штит,  Словаччина
- 060: Астрономічна обсерваторія Островик,  Польща
- 061: Ужгород,  Україна
- 062: Турку[en],  Фінляндія
- 063: Турку-Туорла[fi],  Фінляндія
- 064: Турку-Кевола[en],  Фінляндія
- 065: Траунштайн,  Німеччина
- 066: Афіни, Греція
- 067: Обсерваторія Львівського університету, Львів,  Україна
- 068: Обсерваторія Львівської політехніки, Львів,  Україна
- 069: Балдоне, поблизу Риги,  Латвія
- 070: Вільно (до 1883)[en],  Литва
- 071: Рожен, Смолян,  Болгарія
- 072: Шойренська обсерваторія[de],  Німеччина
- 073: Бухарест,  Румунія
- 074: Обсерваторія Бойден[en], Блумфонтейн,  ПАР
- 075: Тарту,  Естонія
- 076: Йоганнесбург-Хартбеспорт[ru],  ПАР
- 077: Єльському-колумбійська станція[ru], Йоганнесбург,  ПАР
- 078: Йоганнесбург,  ПАР
- 079: Обсерваторія Радкліфф[ru], Преторія,  ПАР
- 080: Стамбул, Туреччина
- 081: Лейденська станція, Йоганнесбург[ru],  ПАР
- 082: Санкт-Пельтен[de],  Австрія
- 083: Обсерваторія НАН, Київ,  Україна
- 084: Пулково,  Росія
- 085: Обсерваторія КНУ, Київ,  Україна
- 086: Одеса,  Україна
- 087: Хелуан[ru],  Єгипет
- 088: Коттоміа[fr],  Єгипет
- 089: Миколаїв,  Україна
- 090: Майнц[ru],  Німеччина
- 091: Нюрольська обсерваторія, Орек-на-Луарі,  Франція
- 092: Торунь-Півніце,  Польща
- 093: Шіботн[ru],  Норвегія
- 094: Крим-Сімеїз,  Україна
- 095: Крим-Науковий,  Україна
- 096: Мерате[it],  Італія
- 097: Обсерваторія Вайза, Міцпе-Рамон,  Ізраїль
- 098: Обсерваторія Асіаго, Чима-Екар[it],  Італія
- 099: Лахті,  Фінляндія

### 100—199
- 100: Ехтярі,  Фінляндія
- 101: Харків,  Україна
- 102: Звенигород[ru],  Росія
- 103: Любляна,  Словенія
- 104: Сан Марчелло Пістоєзе[it],  Італія
- 105: Москва[ru],  Росія
- 106: Обсерваторія Чрний Врх,  Словенія
- 107: Кавеццо[fr],  Італія
- 108: Монтелупо,  Італія
- 109: Алжир-Коубі,  Алжир
- 110: Ростов[ru], Ярославська область,  Росія
- 111: Обсерваторія П'яццано, Флоренція,  Італія
- 112: Обсерваторія Плеяда, Верона,  Італія
- 113: Народна обсерваторія Дребах[de], Шенбрунн,  Німеччина
- 114: Обсерваторія ім. Енгельгардта, Зеленчукской станція[ru],  Росія
- 115: Зеленчуцька,  Росія
- 116: Гізінг[de],  Німеччина
- 117: Зендлінг, Мюнхен,  Німеччина
- 118: Астрономічна і геофізична обсерваторія, Модра,  Словаччина
- 119: Абастумані,  Грузія
- 120: Вішнян,  Хорватія
- 121: Харківський Університет, станція Чугуївська,  Україна
- 122: Обсерваторія Пізі[fr],  Франція
- 123: Бюракан,  Вірменія
- 124: Кастро,  Франція
- 125: Тбілісі,  Грузія
- 126: Монте Візеджі[it],  Італія
- 127: Борнхайм,  Німеччина
- 128: Саратов[ru],  Росія
- 129: Ордубад[ru],  Азербайджан
- 130: Лумеццане,  Італія
- 131: Обсерваторія Ардеш,  Франція
- 132: Бедуан,  Франція
- 133: Ле Тардье,  Франція
- 134: Гросцшвабхаузен,  Німеччина
- 135: Казань[ru],  Росія
- 136: Обсерваторія ім. Енгельгардта[ru], Казань,  Росія
- 137: Гіватаімська обсерваторія,  Ізраїль
- 138: Війяж-Неф,  Франція
- 139: Антіб,  Франція
- 140: Ожероль,  Франція
- 141: Оттвіллер,  Франція
- 142: Сінсі,  Німеччина
- 143: Ньоска[ru],  Швейцарія
- 144: Бре е Лю,  Франція
- 145: С-Гравенвезель,  Бельгія
- 146: Фріньяно,  Італія
- 147: Астрономічна Обсерваторія в Суно[it],  Італія
- 148: Гітален,  Франція
- 149: Бен-нору,  Франція
- 150: Месон Лафітт,  Франція
- 151: Ешенберзька обсерваторія, Вінтертур,  Швейцарія
- 152: Молетська астрономічна обсерваторія,  Литва
- 153: Штутгарт-Хоффельд, Штутгарт,  Німеччина
- 154: Кортіна,  Італія
- 155: Обсерваторія Оле Ремер[en], Орхус,  Данія
- 156: Катанійська астрофізична обсерваторія[it], Сицилія,  Італія
- 157: Фрассо Сабіно,  Італія
- 158: Промьод,  Італія
- 159: Монте Альяле[es],  Італія
- 160: Кастельмартіні,  Італія
- 161: Обсерваторія Черріна Тололо,  Італія
- 162: Потенца,  Італія
- 163: Резерська обсерваторія,  Люксембург
- 164: Сен-Мішель-на-Мерта,  Франція
- 165: Обсерваторія П'єра[ca], Барселона,  Іспанія
- 166: Упіце[cs],  Чехія
- 167: Бюлахська обсерваторія[de],  Швейцарія
- 168: Коуровська[ru],  Росія
- 169: Обсерваторія Айра,  Італія
- 170: Обсерваторія Бегес,  Іспанія
- 171: Обсерваторія Флейрстар, Сан Джуанн,  Мальта
- 172: Оннен,  Швейцарія
- 173: Сен-Клотільда, Реюньйон,  Франція, острів в Індійському океані
- 174: Обсерваторія Нюреля[eo], Ювяскюля,  Фінляндія
- 175: Обсерваторія Баньйо, Сен-Люк,  Швейцарія
- 176: Астрономічна Обсерваторія Консель[en], Мальорка,  Іспанія
- 177: Црес,  Франція
- 178: Койоньє,  Франція
- 179: Монте-Дженерозо[en],  Швейцарія
- 180: Могіо,  Франція
- 181: Обсерваторія де Мак[fr], Сен-Луї, Реюньйон,  Франція, Індійський океан
- 182: Сен-Пол, Реюньйон,  Франція, Індійський океан
- 183: Обсерваторія Старлаб[ru], Карачаєво-Черкесія,  Росія
- 184: Обсерваторія Вальмека, Пімішель,  Франція
- 185: Жюрасьен-Вик[en],  Швейцарія
- 186: Китаб[ru],  Узбекистан
- 187: Борувець,  Польща
- 188: Майданак[ru],  Узбекистан
- 189: Женева (до 1967),  Швейцарія
- 190: Гіссар,  Таджикистан
- 191: Душанбе,  Таджикистан
- 192: Ташкент,  Узбекистан
- 193: Санглок,  Таджикистан
- 194: Тіволі,  Намібія
- 195: Унтерменцінзька обсерваторія, Мюнхен,  Німеччина
- 196: Хомбург-Ербах,  Німеччина
- 197: Бастія,  Італія
- 198: Вільдберг,  Німеччина
- 199: Бутьє[fr],  Франція

### 200—299
- 200: Обсерваторія Берсель Гіллс,  Бельгія
- 201: Обсерваторія ім. Джонатан Постел, Бареджо,  Італія
- 202: Обсерваторія Тамарі, Ла-Сен-сюр-Мер,  Франція
- 203: Обсерваторія GiaGa,  Італія
- 204: Обсерваторія Скіапареллі[it],  Італія
- 205: Обсерваторія Казалеккьо ді Рено, Болонья,  Італія
- 206: Обсерваторія Хогор, Ейнаїм,  Норвегія
- 207: Обсерваторія Антоніо Гроссо,  Італія
- 208: Рівальта,  Італія
- 209: Астероїдний огляд Азіаго-DLR[ru],  Італія
- 210: Алма-Ата,  Казахстан
- 211: Скандіччі,  Італія
- 212: Обсерваторія Ла-Деесілья,  Іспанія
- 213: Обсерваторія Монткабре,  Іспанія
- 214: Гархінзька обсерваторія,  Німеччина
- 215: Бухлое[de],  Німеччина
- 216: Обсерваторія Кот де Мез,  Франція
- 217: Асси,  Казахстан
- 218: Гайдарабад[en],  Індія
- 219: Джапан-Рангапур,  Індія
- 220: Обсерваторія Вайну Баппу[en], Кавалур,  Індія
- 221: Обсерваторія IAS, Хакос,  Намібія
- 222: Єрр-Канотьє, Єрр,  Франція
- 223: Мадрас, Ченнай,  Індія
- 224: Отмарсхайм,  Франція
- 225: Обсерваторія Нортвуд Рідж, Нортвуд, Нью-Гемпшир,  США
- 226: Обсерваторія ім. Гвідо Руджьєр, Падуя,  Італія
- 227: Обсерваторія Орбіт-Джет, Колден, Нью-Йорк,  США
- 228: Обсерваторія Бруно Цунья, Трієст,  Італія
- 229: Астрономічна обсерваторія ім. Дж. К. Глорьозі, Салерно,  Італія
- 230: Обсерваторія Вендельштайн,  Німеччина
- 231: Вескевілль,  Бельгія
- 232: Маскефська обсерваторія,  Іспанія
- 233: Астрономічна обсерваторія Савур Донаті, Сан Віто,  Італія
- 234: Кодденхемська обсерваторія, Англія
- 235: Обсерваторія CAST, Тальмассонс,  Італія
- 236: Томськ[ru],  Росія
- 237: Божі,  Франція
- 238: Оптична обсерваторія Грорудален,  Норвегія
- 239: Требур,  Німеччина
- 240: Герренберзька обсерваторія, Герренберг,  Німеччина
- 241: Шердінг,  Австрія
- 242: Варенн,  Франція
- 243: Обсерваторія Умбрелла, Фреденбек,  Німеччина
- 244: (Умовно-) геоцентричне спостереження покриттів
- 245: Космічний телескоп ім. Спітцера
- 246: Обсерваторія Клеть — KLENOT, Чехія
- 247: пересувний спостерігач
- 248: Hipparcos, космічний телескоп
- 249: SOHO, космічний апарат для спостереження за Сонцем
- 250: Космічний телескоп Габбл
- 251: Обсерваторія Аресібо, Пуерто-Рико
- 252: Голдстон DSS 13, Форт Ірвін[en], Каліфорнія,  США
- 253: Голдстон DSS 14, Форт Ірвін[en], Каліфорнія,  США
- 254: Гейстек[en], Вестфорд, Массачусетс,  США
- 255: Євпаторія,  Україна
- 256: Грін-Банк, Західна Вірджинія,  США
- 257: Голдстон DSS 25, Форт Ірвін[en], Каліфорнія,  США
- 258: Gaia, космічний телескоп
- 259: EISCAT Tromso UHF,  Норвегія
- 260: DSS[en] в Обсерваторії Сайдинг-Спрінг,  Австралія
- 261: DSS[en] в Паломарській обсерваторії, Каліфорнія,  США
- 262: DSS[en] в Обсерваторії Ла-Сілья,  Чилі
- 266: Пошук об'єктів поясу Койпера Нью-Горайзонс на телескопі Субару, New Horizons KBO Search-Subaru,  США
- 267: Пошук об'єктів поясу Койпера Нью-Горайзонс на телескопі CFHT, New Horizons KBO Search-CFHT,  США
- 268: Пошук об'єктів поясу Койпера Нью-Горайзонс на телескопі Magellan II (Клея), New Horizons KBO Search-Magellan/Clay,  Чилі
- 269: Пошук об'єктів поясу Койпера Нью-Горайзонс на телескопі Magellan I (Бааде), New Horizons KBO Search-Magellan/Baade,  Чилі
- 270: Унізоряна мережа
- 276: Плонська обсерваторія, Плонськ,  Польща
- 277: Королівська обсерваторія Единбурга[en], Блекфорд Хілл, Единбург,  Велика Британія
- 278: Пекін, місце транзиту Венери,  КНР
- 279: Обсерваторія Сіберг, Гота (1787—1857),  Німеччина
- 280: Обсерваторія Лілієнталь, Лілієнталь,  Німеччина
- 281: Болонська обсерваторія, Болонья,  Італія
- 282: Німська обсерваторія, Нім,  Франція
- 283: Бременська обсерваторія, Бремен,  Німеччина
- 284: Обсерваторія Дрізен, колишня  Німеччина, Дрізен,  Польща
- 285: Обсерваторія ім. Фламмаріона, Жювізі,  Франція
- 286: Юньнанська обсерваторія,  КНР
- 290: Грем-VATT, Аризона,  США
- 291: LPL / Спейсвоч II, Тусон, Аризона,  США
- 292: Берлінгтон, Нью-Джерсі,  США
- 293: Берлінгтон, віддалена станція, Нью-Джерсі,  США
- 294: Астрофізична обсерваторія, Коледж острова Стетем, Нью-Йорк,  США
- 295: Обсерваторія Католицького університету, м. Вашингтон, округ Колумбія,  США
- 296: Обсерваторія Дадлі[en], Нью-Йорк,  США
- 297: Мідлбері, Нью-Йорк,  США
- 298: Обсерваторія Ван Влек[en], Мідлтаун, Коннектикут,  США
- 299: Обсерваторія Босхи, Лембанг,  Індонезія

### 300—399
- 300: Бісейська станція космічного патрулювання — BATTeRS,  Японія
- 301: Мон-Мегантік[fr],  Канада
- 302: Станція Андського університету, Мерида, Венесуела
- 303: Мерида, Венесуела
- 304: Обсерваторія Лас-Кампанас,  Чилі
- 305: Фіолетова гора, станція на острові Хайнань,  КНР
- 306: Обсерваторія Тайя Бейшо, Баркісімето, Венесуела
- 307: Обсерваторія Шетак[en], Гановер,  США
- 309: Сьєро-Параналь,  Чилі
- 310: Центр малих планет, тестовий код
- 312: Польова станція Циндао, Парасельські острови, Південнокитайське море
- 318: Квінз-Рок,  Австралія
- 319: Пертська обсерваторія[en], Пертсько-Лоуеллський телескоп,  Австралія
- 320: Обсерваторія Чіро,  Австралія
- 321: Крейг,  Австралія
- 322: Пертська обсерваторія[en], Біклі-MCT, Західна Австралія
- 323: Пертська обсерваторія[en], Біклі, Західна Австралія
- 324: Пекінська обсерваторія, станція Шахе,  КНР
- 327: Пекінська Обсерваторія, станція Сінлун,  КНР
- 330: Обсерваторія Фіолетової гори, Нанкін,  КНР
- 333: Обсерваторія Дезерт-Ігл[en], Аризона,  США
- 334: Циндао,  КНР
- 337: Шешань, раніше Цзе-Се,  КНР
- 340: Тоенака,  Японія
- 341: Акасіна,  Японія
- 342: Сісікуі,  Японія
- 343: Енчхон, Південна  Південна Корея
- 344: Оптична астрономічна обсерваторія Бох'юнсан(інші мови), Південна  Південна Корея
- 345: Собегсанська оптична астрономічна обсерваторія, Південна  Південна Корея
- 346: Астрономічна обсерваторія KNUE, Південна  Південна Корея
- 347: Уцуномія-Імаідзумі,  Японія
- 348: Аябе,  Японія
- 349: Агео,  Японія
- 350: Курохоне,  Японія
- 351: Сакамото,  Японія
- 352: Конан,  Японія
- 353: Нісі-Кобе,  Японія
- 354: Каваті,  Японія
- 355: Хада,  Японія
- 356: Кіготь,  Японія
- 357: Сімоцума,  Японія
- 358: Нан'е,  Японія
- 359: Вакаяма,  Японія
- 360: Кума-Коген[de],  Японія
- 361: Сумото,  Японія
- 362: Обсерваторія Рей,  Японія
- 363: Ямада,  Японія
- 364: YCPM, Кагосімська станція,  Японія
- 365: Обсерваторія Уто,  Японія
- 366: Обсерваторія Міясака,  Японія
- 367: Яцука,  Японія
- 368: Отіаі,  Японія
- 369: Тітібу,  Японія
- 370: Коті,  Японія
- 371: Tokyo-Окаяма,  Японія
- 372: Обсерваторія Ґейсей,  Японія
- 373: Оісі,  Японія
- 374: Обсерваторія Мінамі-Ода,  Японія
- 375: Удзурано,  Японія
- 376: Уенохара,  Японія
- 377: Обсерваторія Квасан[ja], Кіотський університет, Кіото,  Японія
- 378: Муро,  Японія
- 379: Хамамацу-Юто,  Японія
- 380: Ісік,  Японія
- 381: Обсерваторія Кісо,  Японія
- 382: Норікура,  Японія
- 383: Тірорін,  Японія
- 384: Сімада,  Японія
- 385: Обсерваторія Ніхондайра[en],  Японія
- 386: Яцугатаке-Кобутідзава,  Японія
- 387: Додайра,  Японія
- 388: Мітак,  Японія
- 389: Токійська астрономічна обсерваторія (до 1938 року),  Японія
- 390: Уцуномія,  Японія
- 391: Сендайська обсерваторія, станція Аясі,  Японія
- 392: JCPM, станція Саппоро,  Японія
- 393: JCPM, станція Сакура,  Японія
- 394: JCPM, станція Хаматомбецу,  Японія
- 395: Tokyo-Асахікава,  Японія
- 396: Асахікава,  Японія
- 397: Науковий Центр Саппоро,  Японія
- 398: Нагаторо,  Японія
- 399: Кусіро,  Японія

### 400—499
- 400: Кітамі,  Японія
- 401: Осато,  Японія
- 402: Астрономічна обсерваторія Дайнік[ja],  Японія
- 403: Кані,  Японія
- 404: Ямамото,  Японія
- 405: Каміхорігуті,  Японія
- 406: Біба,  Японія
- 407: Кахоку,  Японія
- 408: Нюкаса(інші мови),  Японія
- 409: Кіесе і Мідзухо,  Японія
- 410: Сенгаміне, Хього,  Японія
- 411: Обсерваторія Оїдзумі,  Японія
- 412: Иваки,  Японія
- 413: Обсерваторія Сайдинг-Спрінг,  Австралія
- 414: Маунт-Стромло,  Австралія
- 415: Камба, поблизу Канберри,  Австралія
- 416: Бертон, поблизу Канберри,  Австралія
- 417: Астрономічна обсерваторія Янагіда,  Японія
- 418: Темворт,  Австралія
- 419: Віндзор,  Австралія
- 420: Сідней,  Австралія
- 421: Кадзігаморі, Отое,  Японія
- 422: Лумбера,  Австралія
- 423: Норт-Райд,  Австралія
- 424: Макарі, поблизу Канберри,  Австралія
- 425: Обсерваторія Тейлор Рендж, Брисбен,  Австралія
- 426: Вумера,  Австралія
- 427: Стокпорт,  Австралія
- 428: Ріді-Крік,  Австралія
- 429: Хокер,  Австралія
- 430: Обсерваторія Рейнбоу, поблизу Кунабарабрана,  Австралія
- 431: Обсерваторія на горі Тарана, Батерст,  Австралія
- 432: Бомби,  Австралія
- 433: Обсерваторія Бегнол-Біч,  Австралія
- 434: Сан-Бенедетто-По,  Італія
- 435: Астрономічна Обсерваторія ім. Джузеппе Коломбо (Бепі Коломбо), Падуя,  Італія
- 436: Ліверньянская обсерваторія,  Італія
- 437: Хеверфорд, Пенсильванія,  США
- 438: Обсерваторія коледжу Сміт, Нортгемптон, Массачусетс,  США
- 439: ROTSE-III, Лос-Аламос, Нью-Мексико,  США
- 440: Обсерваторія Елгінфілд[en],  Канада
- 441: Свілкен-Бре, Сент-Ендрюс, Шотландія,  Велика Британія
- 442: Гвальбская обсерваторія, Барселона,  Іспанія
- 443: Астрономічна обсерваторія Пломер, Буенос-Айрес,  Аргентина
- 444: Обсерваторія Стар-Крузер, Каліфорнія,  США
- 445: Онтен'єнтська обсерваторія,  Іспанія
- 446: Обсерваторія Кінгснейк, Сегін, Техас,  США
- 447: Обсерваторія Сентенніал, Колорадо,  США
- 448: Обсерваторія Місяць Пустелі, Лас-Крусес, Нью-Мексико,  США
- 449: Обсерваторія Гріффін Хантер, Південна Кароліна,  США
- 450: Обсерваторія ім. Карли Джейн, Шарлотт, Північна Кароліна,  США
- 451: Обсерваторія Уест-Скайз, Мулвейн, Канзас,  США
- 452: Обсерваторія Біг-Сайпресс, Форт-Лодердейл, Флорида,  США
- 453: Обсерваторія Едвардс Рейвен, Каліфорнія,  США
- 454: Обсерваторія Maryland Space Grant Consortium, Меріленд,  США
- 455: CBA Конкорд, Каліфорнія,  США
- 456: Обсерваторія Давентрі, Англія,  Велика Британія
- 457: Партизанське,  Словаччина
- 458: Обсерваторія Гвадаррама, Вільяльба (Мадрид),  Іспанія
- 459: Обсерваторія Сміт-Рівер, Денбері, Коннектикут,  США
- 460: Обсерваторія Зона 52, Нашвілл, Теннессі,  США
- 461: Спостережна станція Піскештетьо,  Угорщина
- 462: Обсерваторія Маунт Беллевью, Меріленд,  США
- 463: Обсерваторія Соммерс-Бауш[en], Болдер, Колорадо,  США
- 464: Обсерваторія Тобі Пойнт, Наррагансетт, Род-Айленд,  США
- 465: Такапуна,  Нова Зеландія
- 466: Обсерваторія Маунт Молхілл, Окленд,  Нова Зеландія
- 467: Оклендської обсерваторія[en], Окленд,  Нова Зеландія
- 468: Астрономічна Обсерваторія, Кампо Катіно,  Італія
- 469: Курру,  Швейцарія
- 470: Чекканоабо Обсерваторія Белатриса,  Італія
- 471: Хоуструп,  Данія
- 472: Мерлетт,  Франція
- 473: Реманцакко,  Італія
- 474: Обсерваторія Маунт Джон[en], озеро Текапо,  Нова Зеландія
- 475: Туринська обсерваторія[it] (до 1913 г),  Італія
- 476: Обсерваторія гранджу, бусоль,  Італія
- 477: Геллейвуд, Англія,  Велика Британія
- 478: Ламалу-ле-Бен,  Франція
- 479: Соллі-Пон,  Франція
- 480: Кокфілд, Англія
- 481: Морварфен, Йевер,  Німеччина
- 482 Сент-Ендрю, Обсерваторія Університету Св. Андрія, Шотландія,  Велика Британія
- 483: Обсерваторія Картер, Станція Блек-Берч,  Нова Зеландія
- 484: Хепі-Веллі, Велінгтон,  Нова Зеландія
- 485: Обсерваторія Картер[en], Велінгтон,  Нова Зеландія
- 486: Палмерстон-Норт,  Нова Зеландія
- 487: Обсерваторія Макнейрстон, Англія,  Велика Британія
- 488: Ньюкасл-на-Тайні, Англія,  Велика Британія
- 489: Хемінгфорд Ебботс, Англія,  Велика Британія
- 490: Уімборн Мінстер, Англія,  Велика Британія
- 491: Єбеський астрономічний центр,  Іспанія
- 492: Мікловер, Англія,  Велика Британія
- 493: Обсерваторія Калар-Альто[en],  Іспанія
- 494: Стейкенбрідж, Англія,  Велика Британія
- 495: Алтрінхем, Англія,  Велика Британія
- 496: Бішопстоук, Англія,  Велика Британія
- 497: Ескот-Лаудвотер, Англія,  Велика Британія
- 498: Ерлс Бартон, Нортгемптоншир, Англія,  Велика Британія
- 499: Чим, Англія,  Велика Британія

### 500—599
- 500: Геоцентр
- 501: Херстмонсо, Англія,  Велика Британія
- 502: Колчестер, Англія,  Велика Британія
- 503: Кембридж[en], Англія,  Велика Британія
- 504: Ле-Кресо,  Франція
- 505: Симон Стевін,  Нідерланди
- 506: Бендесторф,  Німеччина
- 507: Нінхейм,  Нідерланди
- 508: Зейст,  Нідерланди
- 509: Ла-Сен-сюр-Мер,  Франція
- 510: Зіген,  Німеччина
- 511: От-Прованс,  Франція
- 512: Лейден (до 1860 р.),  Нідерланди
- 513: Ліон,  Франція (Observatoire de Lyon[fr])
- 514: Мунденхайм (1907—1913 рр.),  Німеччина
- 515: Народна обсерваторія Дхаун, поблизу Кірна,  Німеччина
- 516: Гамбурґ (до 1909 р),  Німеччина
- 517: Женева (з 1967 р),  Швейцарія
- 518: Військово-морська обсерваторія, Гамбург,  Німеччина
- 519: Мешеде,  Німеччина
- 520: Бонн,  Німеччина
- 521: Бамберг[de],  Німеччина
- 522: Страсбург,  Франція
- 523: Франкфурт,  Німеччина
- 524: Мангайм[de],  Німеччина
- 525: Марбург,  Німеччина
- 526: Кіль[de],  Німеччина
- 527: Альтона,  Німеччина
- 528: Геттінген,  Німеччина
- 529: Християнія,  Норвегія
- 530: Любек[de],  Німеччина
- 531: Римський коледж, Рим,  Італія
- 532: Мюнхен,  Німеччина
- 533: Падуя,  Італія
- 534: Лейпциг[de] (з 1861 р),  Німеччина
- 535: Палермо, Сицилія,  Італія
- 536: Берлін-Бабельсберг,  Німеччина (Берлінська обсерваторія після 1913)
- 537: Обсерваторія Уранії, Берлін,  Німеччина
- 538: Пула, Австро-Угорщина
- 539: Кремсмюнстер[de],  Австрія
- 540: Лінц,  Австрія
- 541: Прага[cs],  Чехія
- 542: Фалькензе,  Німеччина
- 543: Лейпциг[de] (до 1861 р),  Німеччина
- 544: Обсерваторія Вільгельма Ферстера, Берлін,  Німеччина
- 545: Відень (до 1879 р), Австро-Угорщина
- 546: Обсерваторія Оппольцер, Відень,  Австрія
- 547: Вроцлав,  Польща
- 548: Берлін (1835—1913),  Німеччина
- 549: Упсала[sv],  Швеція
- 550: Шверін,  Німеччина
- 551: Гурбаново, раніше О'Дьялла,  Словаччина
- 552: Обсерваторія Сан-Вітторе[it], Болонья,  Італія
- 553: Хожув,  Польща
- 554: Обсерваторія Бургзольмс, Вецлар,  Німеччина
- 555: Краків — Форт Скала,  Польща
- 556: Райнталь, поблизу Мюнхена,  Німеччина
- 557: Обсерваторія Ондржейов,  Чехія
- 558: Варшава,  Польща
- 559: Серра-ла-Наве,  Італія
- 560: Доссобуонська Мадонна,  Італія
- 561: Спостережна станція Піскештетьо, Будапешт,  Угорщина
- 562: Обсерваторія Леопольда Фігля[de], Відень,  Австрія
- 563: Зеєвальхен,  Австрія
- 564: Хершінг,  Німеччина
- 565: Бассано-Брешано[it],  Італія
- 566: Халеакала-NEAT/GEODSS, Гаваї,  США
- 567: Кьонс,  Італія
- 568: Мауна-Кеа, Гаваї,  США
- 569: Гельсінкі[en],  Фінляндія
- 570: Вільнюс (з 1939 р)[ru],  Литва
- 571: Кавріана,  Італія
- 572: Кельн[de],  Німеччина
- 573: Ельдагзен,  Німеччина
- 574: Готтоленго,  Італія
- 575: Ла-Ше-де-Фон,  Швейцарія
- 576: Бервош, Англія,  Велика Британія
- 577: Обсерваторія Метцерлен,  Швейцарія
- 578: Обсерваторія Лінден,  ПАР
- 579: Нові-Лігуре,  Італія
- 580: Грац[de],  Австрія
- 581: Sedgefield,  ПАР
- 582: Оруелл Парк, Англія,  Велика Британія
- 583: Одеса-Маяки,  Україна
- 584: Обсерваторія Санкт-Петербурзького університету[ru], Санкт-Петербург,  Росія
- 585: Київська кометна станція, Лісники,  Україна
- 586: Пік-дю-Міді[it],  Франція
- 587: Сормано[en],  Італія
- 588: Еремо-ді-Тіццано,  Італія
- 589: Санта Лючія Стронконе[en],  Італія
- 590: Метцерлен,  Швейцарія
- 591: Реська обсерваторія,  Німеччина
- 592: Золінген[de],  Німеччина
- 593: Монте-Арджентаріо,  Італія
- 594: Монте-Ауторе,  Італія
- 595: Фарра д'Ізонцо[it],  Італія
- 596: Колеверді ді Гвідонія[fr],  Італія
- 597: Шпрінге,  Німеччина
- 598: Лояно,  Італія
- 599: Кампо Імператорі--CINEOS[en],  Італія

### 600—699
- 600: Обсерваторія TLC, Болонья,  Італія
- 601: Обсерваторія ім. Х. Б. фон Енгельгардта, Дрезден,  Німеччина
- 602: Обсерваторія Уранія[de], Відень,  Австрія
- 603: Боткамп, поблизу Кіля,  Німеччина
- 604: Обсерваторія Архенхольда, Берлін-Трептов,  Німеччина
- 605: Марль,  Німеччина
- 606: Нордерштедт,  Німеччина
- 607: Обсерваторія Хаген, Ронкхаузен,  Німеччина
- 608: AMOS[en], Гаваї,  США
- 609: Обсерваторія Поліно,  Італія
- 610: П'яноро[de],  Італія
- 611: Штаркенбурзька обсерваторія[de], Хеппенхайм,  Німеччина
- 612: Ленкербек,  Німеччина
- 613: Хайзінген,  Німеччина
- 614: Суазі-на-Сені,  Франція
- 615: Сен-Веран[en],  Франція
- 616: Брно,  Чехія
- 617: Арбонн-ла-Форе,  Франція
- 618: Мартіг,  Франція
- 619: Сабадель,  Іспанія
- 620: Астрономічна обсерваторія Мальорки[en],  Іспанія
- 621: Обсерваторія Бергіш-Гладбах,  Німеччина
- 622: Обервіхтрах,  Швейцарія
- 623: Льєж[fr],  Бельгія
- 624: Дертінген,  Німеччина
- 625: Віддалена експериментальна станція Мауї Кіхеї-AMOS[en], Гаваї,  США
- 626: Гель,  Бельгія
- 627: Бловак,  Франція
- 628: Мюльхайм-на-Рурі,  Німеччина
- 629: Сегедська обсерваторія, Сегед,  Угорщина
- 630: Озенбах,  Франція
- 631: Гамбург-Георгсвердер,  Німеччина
- 632: Сан-Поло в Мошано,  Італія
- 633: Роміто,  Італія
- 634: Кролль,  Франція
- 635: Пержиньян,  Франція
- 636: Ессен,  Німеччина
- 637: Гамбург-Хіммельсмор,  Німеччина
- 638: Детмольд,  Німеччина
- 639: Дрезден,  Німеччина
- 640: Обсерваторія Зенфтенбергер,  Чехія
- 641: Оверберг,  ПАР
- 642: Ок-Бей, Вікторія, Британська  Колумбія,  Канада
- 643: Обсерваторія OCA-Анцю, Аризона,  США
- 644: Паломар / NEAT, Аризона,  США
- 645: Апачі-Пойнт — Слоанівський цифровий огляд неба, Нью-Мексико,  США
- 646: Обсерваторія Сантана, ранчо Кукамонга, Каліфорнія,  США
- 647: Обсерваторія Стон-Файндер, Калгарі, Альберта,  Канада
- 648: Обсерваторія Вінера, Сонойта, Аризона,  США
- 649: Обсерваторія Пауелл, Луїсбург, Канзас,  США
- 650: Темекула, Аризона,  США
- 651: Обсерваторія Грасслендс, Тусон, Аризона,  США
- 652: Обсерваторія Рок-Файндер, Калгарі, Альберта,  Канада
- 653: Обсерваторія Торес, Баклі, Вашингтон,  США
- 654: Обсерваторія Столова Гора, Райтвуд-PHMC, Каліфорнія,  США
- 655: Сук, Британська  Колумбія,  Канада
- 656: Вікторія, Британська  Колумбія,  Канада
- 657: Обсерваторія Кліменхага, Вікторія, Британська  Колумбія,  Канада
- 658: Національна дослідницька рада Канади[en], Британська  Колумбія,  Канада
- 659: Обсерваторія Heron Cove, Оркас, Вашингтон,  США
- 660: Обсерваторія Лейшнера, Берклі, Каліфорнія,  США
- 661: Астрофізична обсерваторія Ротні[en], Пріддіс, Альберта,  Канада
- 662: Лікська обсерваторія, гора Гамільтон, Каліфорнія,  США
- 663: Обсерваторія Ред-Маунтін, Аризона,  США
- 664: Обсерваторія Менестеш-Рідж[en], Вашингтон,  США
- 665: Обсерваторія Уолліса, Аризона,  США
- 666: Обсерваторія Мурпаркського коледжу, Каліфорнія,  США
- 667: Ванапумська дамба, Вашингтон,  США
- 668: пік Сан-Емігдіо, Каліфорнія,  США
- 669: Оджай[en], Каліфорнія,  США
- 670: Камарільйо, Каліфорнія,  США
- 671: Стоні-Рідж[en], Каліфорнія,  США
- 672: Маунт-Вільсон, Каліфорнія,  США
- 673: Обсерваторія Столова Гора, Райтвуд, Каліфорнія,  США
- 674: Обсерваторія Клінтона Форда[en], Райтвуд, Каліфорнія,  США
- 675: Паломар, Каліфорнія,  США ('аналог #261, 644')
- 676: Сан-Клементе, Каліфорнія,  США
- 677: Озеро Ерроухед, Каліфорнія,  США
- 678: Фаунтін-Гіллс, Аризона,  США
- 679: Сан-Педро Мартір[es],  Мексика
- 680: Лос-Анджелес, Каліфорнія,  США
- 681: Калгарі, Альберта,  Канада
- 682: Канаб, Юта,  США
- 683: Обсерваторія Гудрайк-Піготт[en], Тусон, Аризона,  США
- 684: Прескотт, Аризона,  США
- 685: Вільямс, Аризона,  США
- 686: Інфрачервона обсерваторія університету Міннесоти, Маунт Леммон, Аризона,  США
- 687: Університет Північної Аризони, Флагстафф, Аризона,  США
- 688: Обсерваторія Лоуелла, станція Андерсон-Меса, Флагстафф, Аризона,  США
- 689: Військово-морська обсерваторія США[en], Флагстафф, Аризона,  США
- 690: Ловеллівська обсерваторія, Флагстафф, Аризона,  США
- 691: Обсерваторія Стюарда, Кітт-Пік — Спейсвоч, Аризона,  США
- 692: Обсерваторія Стюарда, Тусон, Аризона,  США
- 693: Станція Каталіна, Тусон, Аризона,  США
- 694: Тумамок-Хілл, Тусон, Аризона,  США.
- 695: Кітт-Пік, Аризона,  США
- 696: Обсерваторія ім. Віппла[en], Mt. Hopkins, Аризона,  США
- 697: Кітт-Пік, Макгроу-Хілл, Аризона,  США
- 698: Маунт-Бігелоу, Аризона,  США
- 699: Обсерваторія Лоуелла — LONEOS, Аризона,  США

### 700—799
- 700: Чинле, Аризона,  США
- 701: Обсерваторія Джанк-Бонд[en], Сьєрра Віста, Аризона,  США
- 702: Обсерваторія досліджень комет, Сокорро, Нью-Мексико,  США
- 703: Каталінський огляд, Тусон, Аризона,  США
- 704: Дослідна станція Лабораторії імені Лінкольна, Нью-Мексико,  США
- 705: Апачі-Пойнт, Нью-Мексико,  США
- 706: Саліда, Колорадо,  США
- 707: Станція Чемберлін, Колорадо,  США
- 708: Обсерваторія Чемберлін[en], Денвер, Колорадо,  США
- 709: Обсерваторія W&B, Клаудкрофт, Нью-Мексико,  США
- 710: Обсерваторія спостережень малих планет, Флорісан, Колорадо,  США
- 711: Обсерваторія Макдональд, Форд Девіс, Техас,  США
- 712: Обсерваторія Академії ВПС  США, Колорадо-Спрінгс, Колорадо,  США
- 713: Торнтон, Беннет, Колорадо,  США
- 714: Багдад, Аризона,  США
- 715: Обсерваторія Хорнаду, Лас-Крусес, Нью-Мексико,  США
- 716: Обсерваторія Палмер-Дівайд, Колорадо-Спрінгс, Колорадо,  США
- 717: Ранчо Ставок, Форд Девіс, Техас,  США
- 718: Обсерваторія Віггінса, Тоеле, Юта,  США
- 719: Обсерваторія Етскорн, Сокорро, Нью-Мексико,  США
- 720: Університет Монтеррей, Нуево-Леон,  Мексика
- 721: Лайм-Крік, Небраска,  США
- 722: Міссурі, Техас,  США
- 723: Обсерваторія Коттонвуд, Ада, Оклахома,  США
- 724: Національна Обсерваторія, Такубайя,  Мексика
- 725: Ранчо Фер-Окс, Техас,  США
- 726: Брейнерд, Міннесота,  США
- 727: Обсерваторія Зенон, Едмонд, Оклахома,  США
- 728: Корпус-Крісті, Техас,  США
- 729: Астрономічна Обсерваторія Гленлі, Вінніпег, провінція Манітоба,  Канада
- 730: Університет Північної Дакоти, Гранд-Форкс, Північна Дакота,  США
- 731: Обсерваторія Троянд— Хульман, Тера-Хоут, Індіана,  США.
- 732: Оахака, Оахака,  Мексика
- 733: Аллен, Техас,  США
- 734: Обсерваторія Фарпойнт[en], Ескрідж, Канзас,  США
- 735: Обсерваторія Джордж[fr], Нідвілль, Техас,  США
- 736: Х'юстон, Техас,  США
- 737: Обсерваторія Нью-Булпен, Альфаретта, Джорджія,  США
- 738: Обсерваторія Університету Штату Міссурі,  США
- 739: Обсерваторія Санфлауер, Олейте, Канзас,  США
- 740: Обсерваторія SFA[en], Накодочес, Техас,  США
- 741: Обсерваторія Гудселл[en], Нортфілд, Міннесота,  США
- 742: Університет ім. Дрейка, Де-Мойн, Айова,  США
- 743: Університет Міннесоти, Міннеаполіс, Міннесота,  США
- 744: Обсерваторія Доян-Роз, Індіанаполіс, Індіана,  США
- 745: Обсерваторія Моррісон[en], Глазго, Міссурі,  США
- 746: Обсерваторія Брукса[en], гора Плезент, Мічиган,  США
- 747: Обсерваторія Хайленд-Рід-Парк[en], Луїзіана,  США
- 748: Обсерваторія Ван-Аллен, Айова-Сіті, Айова,  США
- 749: Оквуд, Джорджія,  США
- 750: Обсерваторія Гоббс[en], Фолл-Крік, Вісконсін,  США
- 751: Озеро Святого Льюїса (Людовика), Міссурі,  США
- 752: Обсерваторія Пакетт[en], Маунтін-Таун, Джорджія,  США
- 753: Обсерваторія Уошберна[en], Медісон, Вісконсін,  США
- 754: Йєркська обсерваторія, Вільямс-Бей, Вісконсін,  США
- 755: Обсерваторія Оптек, Мічіган,  США
- 756: Обсерваторія Дірборн[en], Еванстон, Іллінойс
- 757: Хай-Пойнт, Північна Кароліна,  США
- 758: Обсерваторія BCC[en], Коко, Флорида,  США
- 759: Обсерваторія Даєра[en], Брентвуд, Теннессі,  США
- 760: Обсерваторія Гете Лінк[en], Бруклін, Індіана,  США
- 761: Зефірхіллс, Флорида,  США
- 762: Обсерваторія Фор-Віндс, Озеро Лілано, Мічиган,  США
- 763: Кінг-Сіті, провінція Онтаріо,  Канада
- 764: Обсерваторія Пакетт[en], Стон-Маунтін, Джорджія,  США
- 765: Цинциннаті[en], Огайо,  США
- 766: Обсерваторія університету Мічігану[en], Східний Лансинг, Мічіган,  США
- 767: Енн-Арбор[en], Мічіган,  США
- 768: Обсерваторія Дірборн[en], Іллінойс,  США
- 769: Обсерваторія Макмілліна[en], Колумбус, Огайо,  США
- 770: Обсерваторія Кресент, Колумбус, Огайо,  США
- 771: Обсерваторія Бойєрос, Гавана,  Куба
- 772: Обсерваторія Болтвуд, Стіттсвіл, провінція Онтаріо,  Канада
- 773: Обсерваторія Ворнера та Свозі[en], Клівленд, Огайо,  США
- 774: Обсерваторія Ворнера та Звози, станція Нассау, Чердон, Огайо,  США
- 775: Обсерваторія Сейра, Саут-Віфлеєм, Пенсильванія,  США
- 776: Фоггі-Боттом[en], Хемілтон, Нью-Йорк,  США
- 777: Торонто[en], провінція Онтаріо,  Канада
- 778: Обсерваторія Алегейні[en], Піттсбург, Пенсільванія,  США
- 779: Обсерваторія Девіда Данлепа[en], Річмонд Хілл, Онтаріо,  Канада
- 780: Обсерваторія Ліндера Маккорміка[en], Шарлотсвілль, Вірджинія,  США
- 781: Кіто,  Еквадор
- 782: Кіто, станція кометного астрографа,  Еквадор
- 783: Ріксивілль, Вірджинія,  США
- 784: Обсерваторія Стала[en], Альфредський університет, Нью-Йорк,  США
- 785: Обсерваторія Фіц-Рандольф, Прінстон, Нью-Джерсі,  США
- 786: Військово-морська обсерваторія США, Вашингтон (з 1893 р.), округ Колумбія,  США
- 787: Військово-морська обсерваторія США[en], Вашингтон (до 1893 р.), округ Колумбія,  США
- 788: Обсерваторія Маунт-Куба[en], Вілмінгтон, Делавер,  США
- 789: Обсерваторія Літчфілд[es], Колледж Гамільтона, Клінтон, Нью-Йорк,  США
- 790: Доміньйонська обсерваторія[en], Оттава, провінція Онтаріо,  Канада
- 791: Обсерваторія Флауер-енд-Кук, Філадельфія, Пенсільванія,  США
- 792: Університет штату Род-Айленд, Коношонто, Род-Айленд,  США
- 793: Обсерваторія Дадлі, Олбані (до 1893 р.), Нью-Йорк,  США
- 794: Обсерваторія Коледжу Вассар[en], Пафкіпсі, Нью-Йорк,  США
- 795: Резерфорд[en], Нью-Йорк,  США
- 796: Стемфорд, Коннектикут,  США
- 797: Єльська обсерваторія[en], Нью-Хевен, Коннектикут,  США
- 798: Єльська обсерваторія[en], Бетен, Коннектикут,  США
- 799: Вінчестер, Массачусетс,  США

### 800—899
- 800: Гарвардська обсерваторія[es], Арекіпа, Перу
- 801: Обсерваторія Оук-Рідж, Массачусетс,  США
- 802: Гарвардська обсерваторія, Кембридж, Массачусетс,  США
- 803: Тонтон, Массачусетс,  США
- 804: Сантьяго — Сан-Бернардо,  Чилі
- 805: Сантьяго — Серро-Ель-Робле[es],  Чилі
- 806: Сантьяго — Серро-Калан,  Чилі
- 807: Обсерваторія Серро-Тололо, Ла-Серена,  Чилі
- 808: Ель-Леонсіто[es], провінція Сан-Хуан,  Аргентина
- 809: Південна Європейська Обсерваторія, Ла-Сілья,  Чилі
- 810: Обсерваторія Уоллес, Вестфорд, Массачусетс,  США
- 811: Обсерваторія Марія Мітчелл, Нантакет, Массачусетс,  США
- 812: Вінья-дель-Мар,  Чилі
- 813: Сантьяго Кінта-Нормаль (1862—1920),  Чилі
- 814: Норт-Скітуейт, Массачусетс,  США
- 815: Сантьяго — Санта-Лючія (1849—1861),  Чилі
- 816: Обсерваторія Ранд, Нью-Йорк,  США
- 817: Садбері, Массачусетс,  США
- 818: Обсерваторія Жемо, Лаваль, провінція Квебек,  Канада
- 819: Валь-де-Буа, провінція Квебек,  Канада
- 820: Тариха, Болівія
- 821: Кордова — Боске Алегре,  Аргентина
- 822: Кордова,  Аргентина
- 823: Фітчбург, Массачусетс,  США
- 824: Лейк-Клієр, Нью-Йорк,  США
- 825: Гренвілл, Массачусетс,  США
- 826: Плесісвілль, провінція Квебек,  Канада
- 827: Сен-Фелісьєн, провінція Квебек,  Канада
- 828: Асонет, Массачусетс,  США
- 829: Астрономічний комплекс Ель-Леонсіто, провінція Сан Хуан,  Аргентина
- 830: Гудзон, Нью-Гемпшир,  США
- 831: Обсерваторія Розмарі-Хілл, Університет Флорида,  США
- 832: Еттерс, Пенсільванія,  США
- 833: Астрономічна обсерваторія Мерседес, Буенос-Айрес,  Аргентина
- 835: Станція Драм-Хілл, Челмсфорд, Массачусетс,  США
- 836: Обсерваторія Фернес-Брук, Кренстон, Род-Айленд,  США
- 837: Юпітер, Флорида,  США
- 838: Дейтон, Огайо,  США.
- 839: Ла-Плата[es],  Аргентина
- 840: Флінт, Мічіган,  США
- 841: Обсерваторія Мартін, Блексбург, Вірджинія,  США
- 842: Обсерваторія Геттісбурзького коледжу, Пенсільванія,  США
- 843: Обсерваторія Емеральд-Лейн, Декейтер, Алабама,  США
- 844: Лос-Молінос,  Уругвай
- 845: Обсерваторія ім. К. Форда, Ітака, Нью-Йорк,  США
- 846: Астрономічна обсерваторія, Елса, Іллінойс,  США
- 847: Обсерваторія Місячне Кафе, Мічіган,  США
- 848: Обсерваторія Тенагра, Котедж-Грув, Орегон,  США
- 849: Обсерваторія Еверстар, Олейте, Канзас,  США
- 850: Обсерваторія Корделл-Лоренц, Сьюані, Теннессі,  США
- 851: Обсерваторія Бурке-Гефні, Галіфакс, провінція Нова Шотландія,  Канада
- 852: Обсерваторія Рівер-Мосс, Сент-Петерс, Міссурі,  США
- 853: Обсерваторія Біосфера-2, Аризона,  США
- 854: Обсерваторія Каньйон Сабіно, Тусон, Аризона,  США
- 855: Обсерваторія Вейсайд, Міннетонка, Міннесота,  США
- 856: Ріверсайд, Аризона,  США
- 857: Роботизована обсерваторія Айова, Сонойта, Аризона,  США
- 858: Обсервтаорія ім. Теббатта, Еджвуд, Нью-Мексико,  США
- 859: Обсерваторія Викроту — CEAMIG,  Бразилія
- 860: Валіньюс, Сан-Паулу,  Бразилія
- 861: Баран-Жералдо, Сан-Паулу,  Бразилія
- 862: Обсерваторія Саку[ja],  Японія
- 863: Фурукава,  Японія
- 864: Кумамото,  Японія
- 865: Обсерваторія Еммі, Нью-Пальц, Нью-Йорк,  США
- 866: Військово-морська академія США, Міхельсон, Меріленд,  США
- 867: Обсерваторія Садзі[ja],  Японія
- 868: Обсерваторія Хідака,  Японія
- 869: Тоса,  Японія
- 870: Кампіньяс, Сан-Паулу, Бразилія
- 871: Ако,  Японія
- 872: Токусіма,  Японія
- 873: Обсерваторія Курасики[ja],  Японія
- 874: Ітажуба[pt],  Бразилія
- 875: Йорії,  Японія
- 876: Хондзе,  Японія
- 877: Окутама,  Японія
- 878: Кагія,  Японія
- 879: Токай,  Японія
- 880: Ріо-де-Жанейро,  Бразилія
- 881: Тойота (Тойота),  Японія
- 882: Станція JCPM Оі,  Японія
- 883: Сідзуока,  Японія
- 884: Каване,  Японія
- 885: Станція JCPM Якіїмо,  Японія
- 886: Місіма,  Японія
- 887: Одзіма,  Японія
- 888: Обсерваторія Гекко[ja],  Японія
- 889: Карасуяма,  Японія
- 890: Станція JCPM Тоне,  Японія
- 891: Станція JCPM Кіматі,  Японія
- 892: Станції YGCO Хосікава та Нагано,  Японія
- 893: Сендайська муніципальна обсерваторія[ja],  Японія
- 894: Кіосато,  Японія
- 895: Хатамае,  Японія
- 896: Обсерваторія південної бази Яцугатаке[ja],  Японія
- 897: YGCO, станція Тіода,  Японія
- 898: Фудзієда,  Японія
- 899: Тома,  Японія

### 900—999
- 900: Моріяма, Моріяма, Сіґа,  Японія
- 901: Тадзімі, Тадзімі,  Японія
- 902: Оотаке,  Японія
- 903: Фукутіяма та Каннабе,  Японія
- 904: Го-Томе та Кобе-Сума,  Японія
- 905: Обсерваторія Наті-Кацуура,  Японія
- 906: Кобрам, Вікторія,  Австралія
- 907: Мельбурн[en], Вікторія,  Австралія
- 908: Тояма,  Японія
- 909: Обсерваторія Сноухоміш-Хіллтоп, Вашингтон,  США
- 910: Коссол — ODAS[en],  Франція
- 911: Обсерваторія Коллінза[en], Корнінгський громадський коледж, Нью-Йорк,  США
- 912: Обсерваторія Карбанкл-Хілл, Грін, Род-Айленд,  США
- 913: Обсерваторія Каппа Південного Хреста, Монтевідео,  Уругвай
- 914: Обсерваторія Андервуд, Хаббардстон, Массачусетс,  США
- 915: Обсерваторія Рівер-Окс, Нью-Браунфельс, Техас,  США
- 916: Обсерваторія Оклі[en], Терр-От, Індіана,  США
- 917: Обсерваторія ім. Кека Тихоокеанського лютеранського університету, Вашингтон,  США
- 918: Обсерваторія Бедлендс[en], Квін, Південна Дакота,  США
- 919: Обсерваторія Дезерт-Бівер, Аризона,  США
- 920: Обсерваторія RIT(інші мови), Рочестер, Нью-Йорк,  США
- 921: Південно-західний інститут дослідження космосу, Клаудкрофт, Нью-Мексико,  США
- 922: Обсерваторія Тімберленд, Декейтер (Алабама), Алабама,  США
- 923: Обсерваторія Бредстріт[en], Сент-Девідс, Пенсільванія,  США
- 924: Обсерваторія Сеже-де-Труа — Рів'єр, провінція Квебек,  Канада
- 925: Обсерваторія Паломінас, Аризона,  США
- 926: Обсерваторія Тенагра-II, Аризона,  США
- 927: Медісон-YRS, Вісконсін,  США
- 928: Обсерваторія Мунідж, Нортпорт, Нью-Йорк,  США
- 929: Порт-Аллен, Луїзіана,  США
- 930: Таїті,  Французька Полінезія
- 931: Пунаауіа,  Французька Полінезія
- 932: Обсерваторія Джона Маккарті, Нью-Мілфорд, Коннектикут,  США
- 933: Обсерваторія Рокленд, Сьєрра-Віста, Аризона,  США
- 934: Повей-Веллі, Каліфорнія,  США
- 935: Обсерваторія Вірік, Хеймаркет, Вірджинія,  США
- 936: Обсерваторія Ібіс, Манхеттен, Канзас,  США
- 937: Обсерваторія Бредбері, Стоктон-на-Тисі, Англія,  Велика Британія
- 938: Ліньясейра,  Португалія
- 939: Обсерваторія Родено,  Іспанія
- 940: Уотерлувілль, Англія,  Велика Британія
- 941: Обсерваторія Пла д'Аргін,  Іспанія
- 942: Грентем, Англія,  Велика Британія
- 943: Певерелл, Англія,  Велика Британія
- 944: Обсерваторія Хемініс, Дос-Ерманас,  Іспанія
- 945: Обсерваторія Монте-Дева,  Іспанія
- 946: Обсерваторія Ла-Амелья-де-Мар[en],  Іспанія
- 947: Сен-Сюльпіс,  Франція
- 948: Паймур, Англія,  Велика Британія
- 949: Дюрталь,  Франція
- 950: Ла-Пальма, Канарські острови,  Іспанія
- 951: Хайворт, Англія,  Велика Британія
- 952: Маршукера,  Іспанія
- 953: Монтхойя,  Іспанія
- 954: Обсерваторія Тейде[es], Тенерифе, Канарські острови,  Іспанія
- 955: Сассуейрос,  Португалія
- 956: Обсерваторія Посуело,  Іспанія
- 957: Меріньяк,  Франція
- 958: Даксська Обсерваторія,  Франція
- 959: Рамонвіль-Сен-Ань,  Франція
- 960: Ролвенден, Англія,  Велика Британія
- 961: Міська обсерваторія, Единбург[en], Шотландія,  Велика Британія
- 962: Гандіа,  Іспанія
- 963: Веррінгтон, Англія,  Велика Британія
- 964: Саутенд-Бредфілд, Англія,  Велика Британія
- 965: Астрономічна обсерваторія Алгарве, Портіман,  Португалія
- 966: Черч-Стреттон, Англія,  Велика Британія
- 967: Грінс-Нортон, Англія,  Велика Британія
- 968: Хеверхілл, Англія,  Велика Британія
- 969: Лондон — Ріджентс-парк[en], Англія,  Велика Британія
- 970: Челмсфорд, Англія,  Велика Британія
- 971: Лісабон[pt],  Португалія
- 972: Дун-Ехт, Шотландія,  Велика Британія
- 973: Херроу, Англія,  Велика Британія
- 974: Генуя,  Італія
- 975: Валенсія,  Іспанія
- 976: Лімінгтон-Спа, Англія,  Велика Британія
- 977: Маркрі, графство Слайго,  Ірландія
- 978: Кондер-Броу, Англія,  Велика Британія
- 979: Саут-Уонстон, Англія,  Велика Британія
- 980: Ланкастер, Англія,  Велика Британія
- 981: Арма, Північна Ірландія,  Велика Британія
- 982: Обсерваторія Дансінк, Дублін,  Ірландія
- 983: Сан-Фернандо,  Іспанія
- 984: Істфілд, Англія,  Велика Британія
- 985: Телфорд, Англія,  Велика Британія
- 986: Ескот, Англія,  Велика Британія
- 987: Обсерваторія острова Мен,  Велика Британія
- 988: Глазго, Шотландія,  Велика Британія
- 989: Обсерваторія Вілфред-Холл, Престон, Англія,  Велика Британія
- 990: Мадрид[es],  Іспанія
- 991: Ліверпуль (з 1867 р.), Англія,  Велика Британія
- 992: Ліверпуль (до 1867 р.), Англія,  Велика Британія
- 993: Вулстонська обсерваторія, Англія,  Велика Британія
- 994: Годалмінг, Англія,  Велика Британія
- 995: Дарем[en], Англія,  Велика Британія
- 996: Оксфорд, Англія,  Велика Британія
- 997: Хартвелл, Англія,  Велика Британія
- 998: Лондон - Мілл-Хілл[en], Англія,  Велика Британія
- 999: Бордо-Флуарак,  Франція

### A00—A99
- A00: Грейвсенд, Англія,  Велика Британія
- A01: Масія-Каль-Масіароль Модуль 2,  Іспанія
- A02: Масія-Каль-Масіароль Модуль 8,  Іспанія
- A03: Торредембарра,  Іспанія
- A04: Сен-Капре,  Франція
- A05: Белеста,  Франція
- A06: Матаро,  Іспанія
- A07: Грец-Арменвільє,  Франція
- A08: Малібер,  Франція
- A09: Кінкампуа,  Франція
- A10: Корберська астрономічна обсерваторія,  Іспанія
- A11: Вормхоут,  Франція
- A12: Астрономічна Станція в Соццаго,  Італія
- A13: Обсерваторія Роберта Нефа[en], Марлі,  Швейцарія
- A14: Обсерваторія Ле-Енгаруїн,  Франція
- A15: Обсерваторія Йозефа Брессера, Боркен,  Німеччина
- A16: Тентлінген,  Швейцарія
- A17: Обсерваторія Гайдстар, Вайнхайм,  Німеччина
- A18: Херне,  Німеччина
- A19: Кельн,  Німеччина
- A20: Зегель,  Німеччина
- A21: Ірмтраут,  Німеччина
- A22: Обсерваторія Штаркенбург — SOHAS,  Німеччина (не плутати з '#611'!)
- A23: Вайнхайм,  Німеччина
- A24: Обсерваторія Нове Тисячоліття, Моццате,  Італія
- A25: Нова-Міланесе,  Італія
- A26: Дармштадт[de],  Німеччина
- A27: Обсерваторія Ерідан, Лангельсхайм,  Німеччина
- A28: Кемптен,  Німеччина
- A29: Санта-Марія-Монте,  Італія
- A30: Креспадоро,  Італія
- A31: Обсерваторія Серце Карла,  Італія
- A32: Панкер,  Німеччина
- A33: Обсерваторія Кірхгайм[de],  Німеччина
- A34: Гросхаберсдорф,  Німеччина
- A35: Обсерваторія Хормерсдорф,  Німеччина
- A36: Ганда-ді-Ав'ятіко,  Італія
- A37: Мюггельхайм,  Німеччина
- A38: Автоматизований телескоп у Кампокатіно, Колепардо,  Італія
- A39: Альтенбург,  Німеччина
- A40: П'єта,  Італія
- A41: Обсерваторія Резман, Камник,  Словенія
- A42: Герден,  Німеччина
- A43: Обсерваторія Інастарс, Потсдам (до 2006),  Німеччина
- A44: Альчвендт,  Австрія
- A45: Карренкнойль,  Німеччина
- A46: Лелековіце,  Чехія
- A47: Матера,  Італія
- A48: Повельяно-Веронезе,  Італія
- A49: Уппсала-Ансгтрем,  Швеція
- A50: Андрушівська астрономічна обсерваторія, Житомирська область,  Україна
- A51: Гданськ,  Польща
- A52: Етьєк,  Угорщина
- A53: Песк'єра-дель-Гарда,  Італія
- A54: Остроруг,  Польща
- A55: Астрономічна обсерваторія Валлемаре-ді-Борбона,  Італія
- A56: Парма,  Італія
- A57: Астрономічна обсерваторія ім. Маргарити Хак, Флоренція,  Італія
- A58: Обсерваторія де Шаландре-Канотьє,  Франція
- A59: Обсерваторія Карлові Вари, Республіка  Чехія
- A60: Станція YSTAR-NEOPAT[en], Сатерланд,  ПАР
- A61: Тортона,  Італія
- A62: Айхталь,  Німеччина
- A63: Обсерваторія Космосо, Тассен-ла-Демі-Люн,  Франція
- A64: Кувалу-де-Сен-Серге,  Швейцарія
- A65: Ле-Кувен-де-Лентен,  Франція
- A66: Астрономічна спостережна станція, Ліворно,  Італія
- A67: Кьюза-ді-Пезіо,  Італія
- A68: Обсерваторія Сведенборг, Мункбраруп,  Німеччина
- A69: Обсерваторія Палаццо Бінді Сергарді,  Італія
- A70: Лумійокі,  Фінляндія
- A71: Штіксендорф,  Австрія (або Вайнцірль-на-Вальді)
- A72: Радебойльська обсерваторія,  Німеччина
- A73: Пенцингська астрометрична обсерваторія, Відень,  Австрія
- A74: Обсерваторія Берген-Енкхайм,  Німеччина
- A75: Обсерваторія Форт-Піус, Барселона,  Іспанія
- A76: Обсерваторія Андромеда, Мішкольц,  Угорщина
- A77: Обсерваторія Шан-Пердрі, Добан, От-Прованс,  Франція
- A78: Стіа,  Італія
- A79: Обсерваторія Зоряне суспільство, Плану,  Болгарія
- A80: Обсерваторія Лінденберг,  Німеччина
- A81: Обсерваторія Бальцаретто, Рим,  Італія
- A82: Трієстська астрономічна обсерваторія,  Італія
- A83: Обсерваторія Якокоскі,  Фінляндія
- A84: Національна обсерваторія TUBITAK, Туреччина
- A85: Наглядова станція Крижанівка НДІ «Астрономічна обсерваторія» ОНУ ім. І. І. Мечникова,  Україна
- A86: Альбіньє,  Франція
- A87: Римбах,  Німеччина
- A88: Больцането,  Італія
- A89: Обсерваторія Штерні, Кемптен (Альгой),  Німеччина
- A90: Обсерваторія Сант-Хервасі, Барселона,  Іспанія
- A91: Обсерваторія Ханкасалмі[fi], Ханкасалмі,  Фінляндія
- A92: Обсерваторія Уршеану, Будапешт,  Румунія
- A93: Лукка,  Італія
- A94: Кормонс,  Італія
- A95: Обсерваторія Таурус-Хілл, Варкаус,  Фінляндія
- A96: Клоштернойбург,  Австрія
- A97: Штаммерсдорф,  Австрія
- A98: Обсерваторія Таурус-1[ru], Барань,  Білорусь
- A99: Обсерваторія Монте-Бальдо,  Італія

### B00—B99
- B00: Савіні-ле-Темпль,  Франція
- B01: Обсерваторія Таунус, Франкфурт,  Німеччина
- B02: Кельце,  Польща
- B03: Альтер-Зацберг, Відень,  Австрія
- B04: OAVdA, Сен-Бартельмі,  Італія
- B05: Ка-Дар[ru], Барибіно, Підмосков'я,  Росія
- B06: Астрономічна обсерваторія Монтсені,  Іспанія
- B07: Каморино,  Швейцарія
- B08: Сан-Лаццаро-ді-Савена,  Італія
- B09: Капаннолі,  Італія
- B10: Обсерваторія Ма-де-Гре, Муадан,  Франція.
- B11: Обсерваторія Чима-Рест, Імола,  Італія
- B12: Обсерваторія Кішного, Нордвейкерхаут,  Нідерланди
- B13: Обсерваторія Традате,  Італія
- B14: Ка-дель-Монте,  Італія
- B16: Обсерваторія 1-ї московської гімназії, Липки, Підмосков'я,  Росія
- B17: АЗТ-8, Євпаторія,  Україна
- B18: Терскол,  Росія
- B19: Обсерваторія Ілуро, Матаро,  Іспанія
- B20: Обсерваторія Кармеліта, Тіана,  Іспанія
- B21: Обсерваторія Гайсберг, Шердінг,  Австрія
- B22: Обсерваторія д'Ахер, Барселона,  Іспанія
- B23: Фьямене,  Італія
- B24: Сесон,  Франція
- B25: Катанія,  Італія
- B26: Обсерваторія де-Тер-Бланш, Реланн,  Франція
- B27: Обсерваторія Пікар, Санкт-Файт,  Австрія
- B28: Обсерваторія Манді, Паньякко,  Італія
- B29: Обсерваторія ль'Амполья, Таррагона,  Іспанія
- B30: Шамотули-Галово,  Польща
- B31: Великий південноафриканський телескоп, Сутерланд,  ПАР
- B32: Обсерваторія Геленау,  Німеччина
- B33: Обсерваторія Ліббіано, Печчолі,  Італія
- B34: Обсерваторія Зелений Острів, Гечиткале, Кіпр
- B35: Обсерваторія Барекет, Макабім,  Ізраїль
- B36: Обсерваторія Редшед, Кальхам,  Австрія
- B37: Обсерваторія de L'Ametlla del Valles, Барселона,  Іспанія
- B38: Санта-Мама,  Італія
- B39: Традате,  Італія
- B40: Обсерваторія Скайлайв, Катанія,  Італія
- B41: Злінська обсерваторія,  Чехія
- B42: Вітебськ,  Білорусь
- B43: Хеннеф,  Німеччина
- B44: Егале,  Франція
- B45: Нарама,  Польща
- B46: Обсерваторія Синтіні, Альфонсіне,  Італія
- B47: Обсерваторія Мєтєля, Еспоо,  Фінляндія
- B48: Бохольт,  Німеччина
- B49: Обсерваторія Паус, Сабадель,  Іспанія
- B50: Обсерваторія Корнер, Дурмерсхайм,  Німеччина
- B51: Валлорі,  Франція
- B52: Обсерваторія Ель-Фар,  Іспанія
- B53: Казаль-Лумбросо, Рим,  Італія
- B54: Ахер,  Іспанія
- B55: Комельянс,  Італія
- B56: Обсерваторія Сант-Пере, Матаро,  Іспанія
- B57: Обсерваторія Лайєтанія, Паретс-дель-Вальєс,  Іспанія
- B58: Обсерваторія Полярна зірка, Будапешт,  Угорщина
- B59: Боркен,  Німеччина
- B60: Обсерваторія Глибокий Космос, Бад-Бентхайм,  Німеччина
- B61: Обсерваторія Валлдореш, Сан-Кугат-дель-Вальєс,  Іспанія
- B62: Брелінген,  Німеччина
- B63: Обсерваторія Соляріс, Лючановіце,  Польща
- B64: Обсерваторія Слоп-Рок, Хювінкяа,  Фінляндія
- B65: Обсерваторія Комакалліо, Кіркконуммі,  Фінляндія
- B66: Обсерваторія Казаско,  Італія
- B67: Мірастейлас, Фалера,  Швейцарія
- B68: Обсерваторія гора Матаюр,  Італія
- B69: Обсерваторія Сови та Ворони, Хольцгерлінген,  Німеччина
- B70: Сан-Селоні,  Іспанія
- B71: Обсерваторія Вендрель,  Іспанія
- B72: Зерт,  Німеччина
- B73: Обсерваторія долини Маурен, Хольцгерлінген,  Німеччина
- B74: Санта-Марія-де-Монтмагастріль,  Іспанія
- B75: Астрономічна станція Бетельгейзе, Маньяго,  Італія
- B76: Обсерваторія Шенфельд, Дрезден,  Німеччина
- B77: Обсерваторія Шафматт, Арау,  Швейцарія
- B78: Обсерваторія Астрофотон, Аудорф, Авствія
- B79: Маранська обсерваторія,  Італія
- B80: Астрономічна обсерваторія Кампомаджоре,  Італія
- B81: Каймарі,  Іспанія
- B82: Майдбронн, Рімпар,  Німеччина
- B83: Гьєр,  Франція
- B84: Обсерваторія Циклоп, Осткапелле, Зеландія,  Нідерланди
- B85: Обсерваторія Бейлен,  Нідерланди
- B86: Народна обсерваторія Хаген[de],  Німеччина
- B87: Баньолас,  Іспанія
- B88: Обсерваторія Бігмуські, Момберчеллі,  Італія
- B89: Астрономічна обсерваторія Тьяни,  Італія
- B90: Обсерваторія Маліна-Рівер, Поволетто,  Італія
- B91: Больвільє,  Франція
- B92: Шинон,  Франція
- B93: Хогевен,  Нідерланди
- B94: Астеріон[ru],  Росія
- B95: Ахтернхольт,  Німеччина
- B96: Обсерваторія Бріксііс, Крейбеке,  Бельгія
- B97: Обсерваторія Андромеда, Меппел,  Нідерланди
- B98: Сієна,  Італія
- B99: Санта-Колома-де-Граманет,  Іспанія

### C00—C99
- C00: Великі Луки,  Росія
- C01: Обсерваторія ім. Лормана, Трібенберг,  Німеччина
- C02: Обсерваторія Роял-Парк,  Іспанія
- C03: Обсерваторія Клейхол, Йокела,  Фінляндія
- C04: Краматорськ,  Україна
- C05: Кенігсляйтен,  Австрія
- C06: Обсерваторія СібДАУ[ru], Красноярськ,  Росія
- C07: Обсерваторія Анісльюм, Ахер,  Іспанія
- C08: Фібю,  Швеція
- C09: Руе,  Франція
- C10: Месонсель,  Франція
- C11: Слані,  Чехія
- C12: Обсерваторія Берта, Сабадель,  Іспанія
- C13: Комо,  Італія
- C14: Обсерваторія Скай-Вістас, Айхграбен,  Австрія
- C15: Уссурійськ[ru],  Росія
- C16: Ізарвінкельська обсерваторія, Бад-Тельц,  Німеччина
- C17: Обсерваторія імені Жоана Рожета, Ажер,  Іспанія
- C18: Фрасне-Ле-Анвен,  Бельгія
- C19: Обсерваторія ROSA, Воклюз,  Франція
- C20: Кисловодськ[ru], Карачаєво-Черкесія, Росія
- C21: Обсерваторія Via Lactea, Ажер,  Іспанія
- C22: Обервізенталь,  Німеччина
- C23: Олмен,  Бельгія
- C24: Севесо,  Італія
- C25: Кампо-Імператоре[ru],  Італія
- C26: Левендальська обсерваторія, Лейден,  Нідерланди
- C27: Пальєрольс,  Іспанія
- C28: Веллінгхофен,  Німеччина
- C29: Обсерваторія Лес-Планес-де-Сол,  Іспанія
- C30: Обсерваторія ПетрГУ, Шелтозерська станція[ru],  Росія
- C31: Обсерваторія товариства Неандереї в Хохдалі, Еркрат,  Німеччина
- C32: Обсерваторія Ка-Дар, станція ТАУ, Нижній Архіз[ru],  Росія
- C33: Обсерваторія CEAM, Каймарі, Канарські острови,  Іспанія
- C34: Байська астрономічна обсерваторія,  Угорщина
- C35: Терраса,  Іспанія
- C36: Обсерваторія «Зоряний Мандрівник», Барань,  Білорусь
- C37: Стоуапленд,  Велика Британія
- C38: Обсерваторія Варуна, Куорньє,  Італія
- C39: Неймеген,  Нідерланди
- C40: Астрофізична обсерваторія КубДУ[ru],  Росія
- C41: Обсерваторія МАСТЕР-II, Кисловодськ,  Росія
- C42: Обсерваторія Сінмін, гора Нашань,  КНР
- C43: Хойєрсверда,  Німеччина
- C44: Обсерваторія ім. Алессандро Вольта, Ланцо-д'Інтельві,  Італія
- C45: MPC1 Обсерваторія Касії, Жюстін,  Італія
- C46: Обсерваторія Горизонт, Петропавловськ,  Казахстан
- C47: Нондорф,  Австрія
- C48: Саянська Сонячна Обсерваторія[ru], Іркутськ,  Росія
- C49: STEREO-A, (КА)
- C50: STEREO-B, (КА)
- C51: WISE, (КА)
- C52: Swift, (КА)
- C53: NEOSSat[en], (КА)
- C54: New Horizons, (КА)
- C55: Кеплер, (КА)
- C56: LISA Pathfinder, (КА)
- C57: TESS, (КА)
- C59: Yang Wang-1
- C60: Обсерваторія Інституту Астрономії ім. Аргеландера, Бонн,  Німеччина
- C61: Челлес,  Франція
- C62: Обсерваторія EURAC, Больцано,  Італія
- C63: Обсерваторія Джузеппе Піацці, Понте-ін-Вальтелліна,  Італія
- C64: Пухенштубен,  Австрія
- C65: Обсерваторія Монсек,  Іспанія
- C66: Обсерваторія El Cielo de Consell,  Іспанія
- C67: Гневсдорфська обсерваторія, Гневсдорф,  Німеччина
- C68: Обсерваторія Елліногерманікі Агогі, Палліні,  Греція
- C69: Байєрвальдська обсерваторія, Нойхютте,  Німеччина
- C70: станція Uiterstegracht, Лейден,  Нідерланди
- C71: Обсерваторія Сант-Марті-Сегейолес, Сант-Марті-Сегейолес,  Іспанія
- C72: Обсерваторія Палестріна, Палестріна,  Італія
- C73: Галацька обсерваторія, Галацька обсерваторія,  Румунія
- C74: Обсерваторія El Teatrillo de Lyra, Агер,  Іспанія
- C75: Обсерваторія Вайтстар, Боргобелло,  Італія
- C76: Обсерваторія Естелс, Агер,  Іспанія
- C77: Обсерваторія Бернеццо,  Італія
- C78: Обсерваторія Мартіна С. Краара, Реховот,  Ізраїль
- C79: Обсерваторія Розер, Блейнс,  Іспанія
- C80: Донська астрономічна обсерваторія[ru] (ПІ ЮФУ) Ростов-на-Дону,  Росія
- C81: Астрономічна обсерваторія Доломітів,  Італія
- C82: Обсерваторія Настро Верде, Сорренто,  Італія
- C83: Бадаложний, Красноярський край, ст. Бадаложний,  Росія
- C84: Бадалонська обсерваторія, Бадалона,  Іспанія
- C85: Обсерваторія Кала д'Орт, Ібіца,  Іспанія
- C86: Блейнська обсерваторія, Блейнс,  Іспанія
- C87: Обсерваторія Римбах, Римбах,  Німеччина
- C88: Обсерваторія Монтарренті, Сієна,  Італія
- C89: Астрономічна станція Vidojevica,  Сербія
- C90: Vinyols Observatory, Vinyols,  Іспанія
- C91: Обсерваторія Монтевенере, Монзуно,  Італія
- C92: Обсерваторія Вальдічерро, Лорето,  Італія
- C93: Обсерваторія Беллавіста, Л'Аквіла,  Італія
- C94: Обсерваторія MASTER-II, Тунка,  Росія
- C95: віддалена обсерваторія SATINO, Верхній Прованс,  Франція
- C96: Обсерваторія OACL, Мошано-Сант-Анджело,  Італія
- C97: Обсерваторія Аль-Фулайдж,  Оман
- C98: Обсерваторія Казелліна, Скандіччі,  Італія
- C99: Обсерваторія Кан-Ройг, Льягостера,  Іспанія

### D00—D99
- D00: ASC-Кисловодська обсерваторія, Кисловодськ,  Росія
- D01: Андська північна обсерваторія, Нуммі-Пусула,  Фінляндія
- D02: Обсерваторія Пті Сант Феліу, Сант Феліу де Льобрегат,  Іспанія
- D03: Обсерваторія Рантіга, Тінкана,  Італія
- D04: Краснодарська обсерваторія, Краснодар,  Росія
- D05: ISON-Terskol Observatory, ISON-Terskol Observatory,  Росія
- D06: Tuscolana Association of Astronomy, Domatore,  Італія
- D07: Обсерваторія Вегберг, Вегберг,  Німеччина
- D08: Обсерваторія Гез, Леонтика,  Швейцарія
- D09: Обсерваторія Ґремме, Маасмехелен,  Бельгія
- D10: Обсерваторія Гертринген, Гертринген,  Німеччина
- D11: Обсерваторія Бастідан, Марсель,  Франція
- D12: Шкільна обсерваторія Фільц, Laives,  Італія
- D13: Обсерваторія «Котяче око», Тоскана,  Італія
- D14: Обсерваторія Начуань, Гуанчжоу,  КНР
- D15: Гімназія Штернварте Фрідріха-Шіллера, Веймар,  Німеччина
- D16: Обсерваторія Бао Лян Цзюй, Тунь Мень, Гонконг,  КНР
- D17: Гонконг,  КНР
- D18: Обсерваторія Гуйці,  КНР
- D19: Космічний музей Гонконга[en], Гонконг,  КНР
- D20: Обсерваторія Задко[en], рівнина Воллінгап,  Австралія
- D21: Шентон-Парк,  Австралія
- D22: Обсерваторія UWA, Кроулі,  Австралія
- D24: Обсерваторія Лайтбакетс[en], Пінгеллі,  Австралія
- D25: Обсерваторія Цек-Моун, Пінгеллі,  Австралія
- D29: Обсерваторія Цзицзіньшань, Станція Сюї,  КНР
- D32: Обсерваторія Цзяннань-Тяньчі, гора Гетяньлін,  КНР
- D33: Обсерваторія Кентін, Чечен,  Тайвань
- D34: Обсерваторія Кеньтін, Хенчунь,  Тайвань
- D35: Обсерваторія Лулінь,  Тайвань
- D36: Татака, Національний Парк Гора Юшань,  Тайвань
- D37: телескоп Lulin Widefield,  Тайвань
- D39: Обсерваторія Шаньдунського університету, Вейхай,  КНР
- D44: Ісігакідзімська астрономічна обсерваторія, Окінава,  Японія
- D53: ISON-Благовєченська обсерваторія,  Росія
- D54: Обсерваторія MASTER-II, Благовєщенськ,  Росія
- D55: Обсерваторія Вищої наукової школи Канвондо, Кшо,  Південна Корея
- D57: Астрономічна обсерваторія Кімхе, Убан-Дон,  Південна Корея]
- D58: Обсерваторія KSA SEM, Данггам-Дон,  Південна Корея
- D61: Сонтопія-Маріна, Сумото,  Японія
- D62: Міякі-Аргентеус,  Японія
- D70: Обсерваторія Тоса, Тоса,  Японія
- D74: Обсерваторія Накагава, Накагава,  Японія
- D78: Обсерваторія Іга-Уено, Іга-Уено,  Японія
- D79: Обсерваторія YSVP, Vale Park,  Австралія
- D80: Астрономічна обсерваторія Гумма[ja],  Японія
- D81: Обсерваторія Нагано, Нагано,  Японія
- D82: Обсерваторія Валлару, Валлару,  Австралія
- D83: Обсерваторія Міва, Міва,  Японія
- D84: Обсерваторія Галлет Коув, Галлет Коув,  Австралія
- D85: Обсерваторія Інгл Фарм, Інгл Фарм,  Австралія
- D86: Penwortham Observatory, Penwortham,  Австралія
- D87: Обсерваторія Бруклін Парк, Бруклін Парк,  Австралія
- D88: Обсерваторія Хірацука, Хірацука,  Японія
- D89: Астрономічна обсерваторія Ямагата, Ямагата,  Японія
- D90: Обсерваторія РАН, Мурук,  Австралія
- D91: Астрономічна обсерваторія Хаманова, Адаті,  Японія
- D92: Обсерваторія Осакі, Осакі,  Японія
- D93: Сендайська астрономічна обсерваторія,  Японія
- D94: Обсерваторія Таканезава, Таканезава, Точігі,  Японія
- D95: Обсерваторія Куріхара, Куріхара,  Японія
- D96: Обсерваторія Цек Маун, Мурук,  Австралія
- D97: Обсерваторія Беррі, Беррі,  Австралія

### E00—E99
- E00: Каслмейн,  Австралія
- E01: Барфорд,  Австралія
- E03: Обсерваторія RAS, Офісер,  Австралія
- E04: Обсерваторія Пасифік-Скай, Сайпан, Маріанський архіпелаг,  США
- E05: Обсерваторія Ерл-Хілл, Трініті-Біч,  Австралія
- E07: Муррумбатемен, Новий Південний Уельс,  Австралія
- E08: Обсерваторія Уобблсок, Кунабарабран,  Австралія
- E09: Обсерваторія Оклі, Кунабарабран,  Австралія
- E10: Південний телескоп Фолкеса[en], Сайдинг-Спрінг,  Австралія
- E11: Обсерваторія Фрог-Рок, Мадгі,  Австралія
- E12: Огляд Сайдінг-Спрінг[en],  Австралія
- E13: Ванніас,  Австралія (Vello Tabur)
- E14: Обсерваторія Хантерс-Хілл, Нгуннавал,  Австралія
- E15: Обсерваторія Магеллан, поблизу Гоулберн,  Австралія
- E16: Обсерваторія Гров-Крік[en], Транки,  Австралія
- E17: Льюра,  Австралія
- E18: Обсерваторія BDI, Реджентс-Парк,  Австралія
- E19: Кінгсгров,  Австралія
- E20: Марсфілд,  Австралія
- E21: Обсерваторія Норма-Роз, Лейберн,  Австралія
- E22: Обсерваторія університету Південного Квінсленду, Mt. Kent,  Австралія
- E23: Аркадія,  Австралія
- E24: Обсерваторія Тангра, Сейнт-Клер,  Австралія
- E25: Рошдейл (APTA),  Австралія
- E26: Обсерваторія RAS, Біггера-Уотерс,  Австралія
- E27: Торнлендс,  Австралія
- E28: Обсерваторія Куріва, Хоксбері-Хейтс,  Австралія
- E81: Нельсон,  Нова Зеландія
- E83: Обсерваторія Візер, Вітерлі,  Нова Зеландія
- E85: Обсерваторія Фарм-Кав[en],  Нова Зеландія
- E87: Обсерваторія Turitea, Turitea,  Нова Зеландія
- E89: Обсерваторія Гейзерленд, Пукехангі,  Нова Зеландія
- E94: Обсерваторія Посум, Гісборн,  Нова Зеландія

### F00—F99
- F51: Pan-STARRS 1, Халеакала, Гаваї,  США
- F52: Pan-STARRS 2, Обсерваторія Халеакала,  США
- F59: Дистанційна обсерваторія Айронвуд, Гаваї,  США
- F60: Обсерваторія Айронвуд, Гаваї,  США
- F65: Обсерваторія Халеакала — Північний телескоп Фолкеса, Гаваї,  США
- F84: Обсерваторія Гібіскус, Пунаауіа, Таїті,  Французька Полінезія
- F85: Обсерваторія Тікі, Пунаауїа, Таїті,  Французька Полінезія
- F86: Обсерваторія Моана, Пунаауїа, Таїті,  Французька Полінезія

### G00—G99
- G00: AZM Martinsberg Observatory, Oed,  Австрія
- G01: Обсерваторія Ольденбурзького університету,  Німеччина
- G03: Обсерваторія Каприкорнус, Чокако,  Угорщина
- G04: Schuelerlabor Astronomie St. 7, Wuppertal,  Німеччина
- G05: Обсерваторія Пікончилло, Сьєрра-Морена,  Іспанія
- G06: Дордрехт, Стерренбург,  Нідерланди
- G07: Обсерваторія Мійо,  Франція
- G08: Обсерваторія Ле Педрікс, Матадепера,  Іспанія
- G09: Обсерваторія Саут-Вудхем Феррерс,  Велика Британія
- G10: Обсерваторія Клавір, Лора-дель-Ріо,  Іспанія
- G11: Обсерваторія Брайтенвег, Бергіш-Гладбах, Геркенрат,  Німеччина
- G12: Обсерваторія EG, Ліппштадт,  Німеччина
- G13: Астрономічна обсерваторія, Фанрем,  Норвегія
- G14: Обсерваторія Новалуп, Мужен,  Франція
- G15: Обсерваторія Магрофорте, Алессандрія,  Італія
- G16: Обсерваторія OmegaLab, Scandicci,  Італія
- G17: Обсерваторія BAS, Scandicci,  Італія
- G18: Обсерваторія ALMO, Падулле,  Італія
- G19: Обсерваторія Іммануїла Канта, Лімбах-Оберфрона,  Німеччина
- G20: Обсерваторія Бріньоль,  Франція
- G21: Обсерваторія Кастрофіліппо,  Італія
- G22: Experimenta Observatory, Heilbronn,  Німеччина
- G23: Обсерваторія Лисичка, Будапешт,  Угорщина
- G24: Обсерваторія Деттенхаузен, Деттенхаузен,  Німеччина
- G25: Шербрукська обсерваторія, Шербрук,  Канада
- G26: Обсерваторія Фушань, гора Шаохуа,  КНР
- G27: Телескоп Fabra ROA Montsec (TFRM), Сант-Естеве-де-ла-Сарга, Леріда,  Іспанія
- G28: Обсерваторія Вінкрофт, Еттлборо,  Велика Британія
- G29: Обсерваторія Рекена, Рекена,  Іспанія
- G30: Обсерваторія Кассельмана, Кассельман,  Канада
- G31: Трієстська обсерваторія CCAT,  Італія
- G32: Віддалена обсерваторія Єлена, Сан-Педро-де-Атакама,  Чилі
- G33: Обсерваторія Вікеде, Вікеде,  Німеччина
- G34: Обсерваторія Оберфрауендорф, Оберфрауендорф,  Німеччина
- G35: Обсерваторія Elephant Head, Сауаріта,  США
- G36: Калар Альто-КАСАДО,  Іспанія
- G37: Lowell Discovery Telescope[en],  США
- G38: Обсерваторія Ла-Сенда, Кабанільяс-дель-Кампо,  Іспанія
- G39: ROAD Observatory, Сан-Педро-де-Атакама,  Чилі
- G40: Обсерваторія Слу, Канарські острови,  Іспанія
- G41: Обсерваторія Інсперіті, Хамбл,  США
- G42: Обсерваторія UAdeC, Saltillo,  Мексика
- G43: Обсерваторія Буенавентура Суарес, Сан-Луїс,  Аргентина
- G44: Обсерваторія Лонга-Віста, Сан-Паулу,  Бразилія
- G45: Телескоп космічного спостереження[en], Ексмут, Західна Австралія,  Австралія
- G46: Обсерваторія коледжу штату Північно-Західна Флорида, Флорида,  США
- G47: обсерваторія HillTopTop, Еджвуд,  США
- G48: Дослідницька обсерваторія Дока Грейнера, Ранчо Хільдалго,  США
- G49: Обсерваторія Міннетонка, Міннетонка,  США
- G50: Обсерваторія Organ Mesa, Лас-Крусес, Нью-Мексико,  США
- G51: Byrne Observatory, Sedgwick Reserve, CA,  США
- G52: Stone Edge Observatory, El Verano, CA,  США
- G53: Обсерваторія Олдер-Спрінгс, Оберрі, Каліфорнія,  США
- G54: Хемет, Каліфорнія,  США
- G55: Бейкерсфілд, Каліфорнія,  США
- G56: Уолнат-Крік, Каліфорнія,  США
- G57: Обсерваторія Ділберт, Форест-Грув, Орегон,  США
- G58: Чаботський космічний та науковий центр[en], Окленд, Каліфорнія,  США
- G59: Обсерваторія Мейден-Лейн, острів Бейнбридж, Вашингтон,  США
- G60: Обсерваторія Карроль, Монтесіто, Каліфорнія,  США
- G61: Плезантон, Каліфорнія,  США
- G62: Обсерваторія Санрівер[en], Санрівер, Орегон,  США
- G63: Обсерваторія Мілл-Крік, Делс, Орегон,  США
- G64: Обсерваторія Блакитний Каньйон, Каліфорнія,  США
- G65: Вулкан-Норт, Лікська обсерваторія, гора Гамільтон, Каліфорнія,  США
- G66: Обсерваторія Лейк-Форест, Форест-Хіллс, Каліфорнія,  США
- G67: Сонячне ранчо, Камін', Каліфорнія,  США
- G68: Обсерваторія Сьєрра-Старс, Марклівілль, Каліфорнія,  США
- G69: Саузенд-Окс, Каліфорнія,  США
- G70: Обсерваторія Франсіскіто, Лос-Анджелес, Каліфорнія,  США
- G71: Ранчо Палос-Вердес, Каліфорнія,  США
- G72: Юніверсіті-Хіллс, Каліфорнія,  США
- G73: Маунт-Вільсон — TIE, Каліфорнія,  США
- G74: Обсерваторія Болдер-Ноллс, Ескондідо, Каліфорнія,  США
- G75: Обсерваторія Старрі-Найт, Кото-де-Каса, Каліфорнія,  США
- G76: Обсерваторія Альтаміра, Кото-де-Каса, Каліфорнія,  США
- G77: Озеро Балдуїн[en], Каліфорнія,  США
- G78: Обсерваторія Дезерт-Вондерер, Ель-Сентро, Каліфорнія,  США
- G79: Астрономічна дослідницька станція, гора Гоут, Каліфорнія,  США
- G80: Видалені обсерваторії Сьєрра, Оберрі, Каліфорнія,  США
- G81: Темекула, Каліфорнія,  США
- G82: Обсерваторія SARA, Кітт-Пік, Аризона,  США
- G83: Маунт-Грем-LBT, Аризона,  США
- G84: Маунт-Леммон Скай-Центр, Аризона,  США
- G85: Обсерваторія Вермільйон-Кліффс, Канаб, Юта,  США
- G86: Тусон — Вінтерхавен, Аризона,  США
- G87: Меморіальна обсерваторія Кельвіна Хупера, Гайд-парк, Юта,  США
- G88: Обсерваторія LAMP, Нью-Рівер, Аризона,  США.
- G89: Обсерваторія Качіна, Флагстафф, Аризона,  США
- G90: Обсерваторія Три-Б'ютс, Тусон, Аризона,  США
- G91: Обсерваторія Уіппла[en], гора Хопкінс — 2MASS, Аризона,  США
- G92: Обсерваторія Жарнак, Вейл, Аризона,  США
- G93: Дослідницька обсерваторія, Сонойта, Аризона,  США
- G94: Обсерваторія Соноран-Скайз, Сент-Девід, Аризона,  США
- G95: Обсерваторія Хірфорд-Аризона, Хірфорд, Аризона,  США
- G96: Огляд Маунт-Леммон, Аризона,  США
- G97: Обсерваторія Альфа Астрономічної ліги, Портал, Нью-Мексико,  США
- G98: Обсерваторія Кельвін-Реобот, Реобот, Нью-Мексико,  США
- G99: Обсерваторія NF, Сільвер-Сіті, Нью-Мексико,  США
- G82: Обсерваторія SARA, Kitt-Pik, Аризона,  США
- G83: Міжнародна обсерваторія Маунт-Грем[en], Аризона,  США
- G84: Mount Lemmon Observatory, Аризона,  США
- G85: Обсерваторія Вермільйон-Кліффс, Канаб, Юта,  США
- G86: Тусон — Вінтерхавен, Аризона,  США
- G87: Меморіальна обсерваторія Кельвіна Хупера, Гайд-парк, вул. Юта,  США
- G88: Обсерваторія LAMP, Нью-Рівер, Аризона,  США
- G89: Обсерваторія Качіна, Флагстаф, Аризона,  США
- G90: Обсерваторія Три Баттез, Тусон, Аризона,  США
- G91: Обсерваторія Уіппла[en], гора Хопкінс — 2MASS, Аризона,  США
- G92: Обсерваторія Жарнак, Вейл, Аризона,  США
- G93: Дослідницька обсерваторія, Сонойта, Аризона,  США
- G94: Обсерваторія Соноран-Скайз, Сент-Девід, Аризона,  США
- G95: Обсерваторія Герефорд[en], Khirford, Аризона,  США
- G96: Огляд Маунт-Леммон, Аризона,  США
- G97: Обсерваторія Альфа Астрономічної Ліги, Портал, Нью-Мексико,  США
- G98: Обсерваторія Кельвіна-Реобота[en], Нью-Мексико,  США
- G99: Обсерваторія НФ, Сільвер-Сити, Нью-Мексико,  США

### H00—H99
- H00: Тирон, Нью-Мексико,  США
- H01: Обсерваторія Магдалена-Рідж[en], округ Сокорро, Нью-Мексико,  США
- H02: Обсерваторія Сальфер-Флетс, Ла-Куева, Нью-Мексико,  США
- H03: Обсерваторія Сендіа-В'ю, Ріо-Ранчо, Нью-Мексико,  США
- H04: Санта-Фе, Нью-Мексико,  США
- H05: Обсерваторія Едмунда Кляйна, Дір-Трейл, Колорадо,  США
- H06: Обсерваторія RAS, Мейхіл, Нью-Мексико,  США
- H07: Обсерваторія 7300, Клаудкрофт, Нью-Мексико,  США
- H08: Обсерваторія Блекберд, Клаудкрофт, Нью-Мексико,  США
- H09: Обсерваторія Ентілоп-Хіллс, Беннетт, Колорадо,  США
- H10: Обсерваторія Тзек-Моун, Мейхілл, Нью-Мексико,  США
- H11: Обсерваторія Лайтбакетс, Родео, Нью-Мексико,  США
- H12: Текдом (TechDome), Мейхілл, Нью-Мексико,  США
- H13: Обсерваторія Леномія, Каса-Гранде, Аризона,  США
- H14: Обсерваторія Ранкова зірка, Тусон, Аризона,  США
- H15: ISON-NM[ru], Мейхілл, Нью-Мексико,  США
- H16: Обсерваторія HUT, Голок, Колорадо,  США
- H17: Обсерваторія Енджел-Пікс, Колорадо,  США
- H18: Вейл, Аризона,  США
- H19: Обсерваторія Лон-Стар, Кейні, Оклахома,  США
- H20: Обсерваторія Східно-Іллінойського університету, Чарлстон, Іллінойс,  США
- H21: Астрономічна дослідницька обсерваторія, Вестфілд, Іллінойс,  США
- H22: Терр-От, Індіана,  США
- H23: Обсерваторія Пір-Три, Вальпараїсо, Індіана,  США
- H24: Обсерваторія Вина[en], Ловелл, Мічіган,  США
- H25: Обсерваторія Харвест-Мун, Нортфілд, Міннесота,  США
- H26: Дослідницька обсерваторія ім. Грейнера, Джейнсвілль, Вісконсін,  США
- H27: Обсерваторія Мунглоу, Уорренсбург, Міссурі,  США
- H28: Обсерваторія Престон-Хіллс, Селіна, Техас,  США
- H29: Обсерваторія Айвівуд, Едмонд, Оклахома,  США
- H30: Обсерваторія Оклахомського університету[en], Норман, Оклахома,  США
- H31: Обсерваторія Стар-Рідж, Веймар, Техас,  США
- H32: Техаська обсерваторія A&M[en], Техас,  США
- H33: Обсерваторія Біксхома, Біксбі, Оклахома,  США
- H34: Чапел-Хілл, Техас,  США
- H35: Лівенворт, Канзас,  США
- H36: Обсерваторія Сендлот, Скрентон, Канзас,  США
- H37: Обсерваторії Гремс-Тіммонс, Греттінгер, Айова,  США
- H38: Обсерваторія Тімберлайн, Урбандейл, Айова,  США
- H39: Обсерваторія S.O.S., Міннеаполіс, Міннесота,  США
- H40: Обсерваторія Наббін-Рідж, Арканзас,  США
- H41: гора Петіт-Жан,Арканзас,  США
- H42: Обсерваторія Вартбурзького коледжу, Вейверлі, Айова,  США
- H43: Конвей,Арканзас,  США
- H44: Кескейд-Маунтін, Арканзас,  США
- H45: Обсерваторія Арканзас-Скай, Петіт-Жан Маунтін Саут, Арканзас,  США
- H46: Обсерваторія Рікі, Блу-Спрінгс, Міссурі,  США
- H47: Віксберг, Міссісіпі,  США
- H48: Обсерваторія Грінбуш Піттсбурзького державного університету, Піттсбург, Канзас,  США
- H49: Астрономічна обсерваторія Арканзаського технічного університету, Расселвілль,Арканзас,  США
- H50: Обсерваторія Університету центрального Арканзасу, Конвей, Арканзас,  США
- H51: Дослідницька обсерваторія ім. Грейнера, Верона, Вісконсін,  США
- H52: Обсерваторія Хокай, Дюран, Іллінойс,  США
- H53: Томпсонвілль,Іллінойс,  США
- H54: Обсерваторія Сідер-Драйв, Пуласкі, Вісконсін,  США
- H55: Астрономічна дослідницька обсерваторія, Чарлстон, Іллінойс,  США
- H56: Обсерваторія Нортбрук-Мідоу, Іллінойс,  США
- H57: Обсерваторія Університету штату Огайо, Ліма, Огайо,  США
- H58: NASA/MSFC ALaMO, Редстон-Арсенал, Алабама,  США
- H59: Обсерваторія Прер-Грасс, Кемп-Каллом, Індіана,  США
- H60: Обсерваторія Хартленд, Кермел, Індіана,  США
- H61: Ньюкасл, Онтаріо,  Канада
- H62: Обсерваторія Коледжу ім. Кельвіна, Мічіган,  США
- H63: Обсерваторія де-Кальб, Оберн, Індіана,  США
- H64: Обсерваторія Коледжу ім. Томаса Мора, Крествью-Хіллс, Кентуккі,  США
- H65: Обсерваторія Волтонфілдс, Волтон, Кентуккі,  США
- H66: Єллоу-Спрінгс, Огайо,  США.
- H67: Обсерваторія Стонгейт, Енн-Арбор, Мічіган,  США
- H68: Обсерваторія Ред-Барн[en], Ті-Ті, Джорджія,  США
- H69: Обсерваторія ім. Перкінса, Делавер, Огайо,  США
- H70: Ешвілл, Північна Кароліна,  США
- H71: Чула, Джорджія,  США
- H72: Обсерваторія Евелін Еган, Форт-Майєрс, Флорида,  США
- H73: Астрономічна Обсерваторія Лейкленд, Кіртленд, Огайо,  США
- H74: Обсерваторія Bar J, Нью-Смірна-Біч, Флорида,  США
- H75: Обсерваторія Індіан-Хілл-Норт, Хантсбург, Огайо,  США
- H76: Обсерваторія Окридж, Маямі, Флорида,  США
- H77: Обсерваторія ім. Бюлер, Флорида,  США
- H78: Обсерваторія Університету Наріньо, Пасто,  Колумбія
- H79: Обсерваторія Йоркського університету[en], Торонто, провінція Онтаріо,  Канада
- H80: Обсерваторія Халстеда, Прінстон, Нью-Джерсі,  США
- H81: Обсерваторія Хартунг-Бутройд[en], Ітака, Нью-Йорк,  США
- H82: Обсерваторія CBA-NOVAC, Фронт-Роял, Віргінія,  США
- H83: Обсерваторія Тімберлейк, Октон, Віргінія,  США
- H84: Обсерваторія Нортвью, Mendon, прим. Нью-Йорк,  США
- H85: Сільвер-Спрінг, Меріленд,  США
- H86: Обсерваторія CBA-East, Лаурел, Меріленд,  США
- H87: Обсерваторія Фенвіка, Річмонд, Віргінія,  США
- H88: Обсерваторія Хоуп, Белкамп, Меріленд,  США
- H89: Обсерваторія Гелексі-Блюз, Гатіно, провінція Квебек,  Канада
- H90: Оттава, провінція Онтаріо,  Канада
- H91: Обсерваторія Рейнольдс, Потсдам, Нью-Йорк,  США
- H92: Обсерваторія Арктур, Нью-Джерсі,  США
- H93: Берклі-Хейтс, Нью-Джерсі,  США
- H94: Сідер-Ноллс, Нью-Джерсі,  США
- H95: Обсерваторія NJIT, Ньюарк, Нью-Джерсі,  США
- H96: Обсерваторія Плеяди, Мандевілль, провінція Квебек,  Канада
- H97: Науковий Центр на горі Толкотт[en], Ейвон, Коннектикут,  США
- H98: Обсерваторія Дарк-Розанн, Мідлфілд, Коннектикут,  США
- H99: Обсерваторія Санхілл, м. Ньютон, Массачусетс,  США

### I00—I99
- I00: Обсерваторія Карбанкл-Хілл, Ковентрі, Род-Айленд,  США
- I01: Обсерваторія Клей-Сентер, Бруклін, Массачусетс,  США
- I02: Обсерваторія Серро-Тололо, Ла-Серена--2MASS, Чилі
- I03: Європейська південна обсерваторія, Ла-Сілья — Astrovirtel[en],  Чилі
- I04: Обсерваторія Мамальюка,  Чилі
- I05: Обсерваторія Лас-Кампанас — TIE,  Чилі
- I06: Обсерваторія Вернера Шмідта, районна вища школа Денніса-Ярмута, Массачусетс,  США
- I07: Обсерваторія Конлін-Хілл, Оксфорд, Массачусетс,  США
- I08: Альянсу S4, Серро-Бурек,  Аргентина
- I09: Серро-Амазонес[en],  Чилі,
- I10: Південна обсерваторія Кампо-Катіно, Сан-Педро-де-Атакама,  Чилі
- I11: Південна обсерваторія Джеміні, Серро-Пачон,  Чилі
- I12: Обсерваторія Академії Філіпса, м. Андовер, Массачусетс,  США
- I13: Обсерваторія Берлейт, Вашингтон,  США
- I14: Обсерваторія Тай-Спьюран, Фреймінгем, Массачусетс,  США
- I15: Обсерваторія Вішінг-Стар, Беррінгтон, Род-Айленд,  США
- I16: IAA-AI Атакама, Сан-Педро-де-Атакама,  Чилі
- I17: Обсерваторія Томаса Купіларі, Флітвілль, Пенсільванія,  США
- I18: Обсерваторія Фен-Маунтін[en], Кавсвілль, Віргінія,  США
- I19: Обсерваторія Ель-Гато-Гріс, Танті,  Аргентина
- I20: Обсерваторія Сальвадор, Ріо-Куарто,  Аргентина
- I21: Обсерваторія ель-Кондор, Кордова,  Аргентина
- I22: Обсерваторія Еббі-Рідж, Стіллуотер-Лейк, провінція Нова Шотландія,  Канада
- I23: Обсерваторія Фрості-Колд, Гавань Меш, Мен,  США
- I24: Обсерваторія озеро Вудс, Локест-Гров, Віргінія,  США
- I25: Обсерваторія ECCCO, Боске-Алегре,  Аргентина
- I26: Обсерваторія Каппа Хреста, Кордова,  Аргентина
- I27: Обсерваторія Бард-Оул, Керп,  Канада
- I28: Обсерваторія Старху, Лейквілль, Массачусетс,  США
- I29: Middlesex School Observatory, Concord, MA,  США
- I30: Обсерваторія Хемініс-Аустраль,  Аргентина
- I31: Астрономічна Обсерваторія коледжу Крісто-Рей,  Аргентина
- I32: Обсерваторія Бета Оріона, Росаріо,  Аргентина
- I33: SOAR[en], Серро-Пачон,  Чилі
- I34: Morgantown, PA,  США
- I35: Sidoli,  Аргентина
- I36: Обсерваторія Лос-Капітос, Каньюела,  Аргентина
- I37: Обсерваторія Астродомі, Санта-Ріта,  Аргентина
- I38: Обсерваторія Лос-Альгарробос, Сальто,  Уругвай
- I39: Обсерваторія Крус-дель-Сур, Сан-Хусто,  Аргентина
- I40: TRAPPIST в Ла-Сілья,  Чилі
- I41: Zwicky Transient Facility і Palomar Transient Factory[en], CA,  США
- I42: OWC Observatory, Niceville, FL,  США
- I43: Обсерваторія Тарлтонського державного університету, Stephenville, TX,  США
- I44: Північно-Західний коледж штату Флорида, Niceville, Флорида,  США
- I45: Observatorio W Crucis, Сан Хусто,  Аргентина
- I46: Котеджна обсерваторія, Алтуна,  США
- I47: Обсерваторія П'єра Оже, Маларгуе,  Аргентина
- I48: Обсерваторія Ель-Каталехо, Санта-Роза, Ла-Пампа,  Аргентина
- I49: Sunflower Observatory, Санта-Фе,  США
- I50: Обсерваторія P2, Мейхілл,  США
- I51: Обсерваторія Клінтона, Клінтон,  США
- I52: Обсерваторія Маунт-Леммон,  США
- I53: Обсерваторія Армілла,  Іспанія, Армілла
- I54: Обсерваторія Лас-Вагуадас, Бадахос,  Іспанія
- I55: Обсерваторія Валенсії,  Іспанія
- I56: Обсерваторія Джона Бекмана, Альмерія,  Іспанія
- I57: Обсерваторія Ельче, Ельче,  Іспанія
- I58: Обсерваторія Бетера, Бетера,  Іспанія
- I59: Обсерваторія Антарес, Камарго, Кантабрія,  Іспанія
- I60: Обсерваторія Гернандерф, Гернандерф,  Франція
- I61: Обсерваторія Оренсе, Оренсе,  Іспанія
- I62: Обсерваторія Геліос Онтігола,  Іспанія
- I63: обсерваторія Cygnus, New Airesford,  Велика Британія
- I64: Обсерваторія Мейденхед, Мейденхед,  Велика Британія
- I65: Обсерваторія Юнкера, Юнкера,  Іспанія
- I66: Обсерваторія Таурус Аустраліс, Бразиліа,  Бразилія
- I67: Обсерваторія Хартлі Вінтні,  Велика Британія
- I68: Обсерваторія Посада-дус-Анойнес,  Бразилія
- I69: Обсерваторія AGM, Марракеш,  Марокко
- I70: обсерваторія Gedney House, Кіртон,  Велика Британія
- I71: Обсерваторія Лос-Міланос, Касерес,  Іспанія
- I72: Обсерваторія Карпе-Ноктем, Мадрид,  Іспанія
- I73: Обсерваторія Salvia, Saulges,  Франція
- I74: Обсерваторія Baxter Garden, Солсбері,  Велика Британія
- I75: обсерваторія Кастельон,  Іспанія
- I76: Обсерваторія Тесла, Вальдеморільо,  Іспанія
- I77: Обсерваторія CEAMIG-REA, Белу-Орізонті,  Бразилія
- I78: Обсерваторія Принципія, Малага,  Іспанія
- I79: Обсерваторія AstroCamp, Нерпіо,  Іспанія
- I80: Rose Cottage Observatory, Кітлі, Англія,  Велика Британія
- I81: Tarbatness Observatory, Portmahomack, Шотландія,  Велика Британія
- I82: Güímar', Canary Islands,  Іспанія
- I83: Cherryvalley Observatory, Rathmolyon,  Ірландія
- I84: Серро-дель-В'єнто, Бадахос,  Іспанія
- I85: Лас-Неграс,  Іспанія
- I86: Обсерваторія UCM, Мадрид,  Іспанія
- I87: Обсерваторія Астрошот, Монастеревін,  Ірландія
- I88: Фуенсанта-де-Мартос,  Іспанія
- I89: Нерпіо,  Іспанія
- I90: Обсерваторія Блекрок-Касл,  Ірландія
- I91: Ретамар,  Іспанія
- I92: Обсерваторія Астрео, Майрена-дель-Альхарафе,  Іспанія
- I93: Сен-Пардон-де-Конк,  Франція
- I94: Обсерваторія Ро Змієносця, Лас-Росас-де-Мадрид,  Іспанія
- I95: Ітська обсерваторія,  Іспанія
- I96: Обсерваторія Гіперіон, Урбанісасьон Каракіс,  Іспанія
- I97: Обсерваторія Пенн-Хейтс, Рікмансворт, Англія,  Велика Британія
- I98: Ель-Берруеко,  Іспанія
- I99: Обсерваторія Бланкіта, Васіамадрид,  Іспанія

### J00—J99
- J00: Сегорбе,  Іспанія
- J01: Обсерваторія Сьєло Профундо, Ов'єдо,  Іспанія
- J02: Бусот,  Іспанія
- J03: Обсерваторія Готерса, Сент-Денніс,  Велика Британія
- J04: Оптична станція космічного зв'язку Європейського космічного агентства[en], Тенерифе, Канарські острови,  Іспанія
- J05: Обсерваторія BOOTES[en], Боесільо,  Іспанія
- J06: Астрономічна Обсерваторія Трент, Кліфтон,  Іспанія
- J07: Обсерваторія SPAG Монфраг, Паласуело-Емпальме,  Іспанія
- J08: Обсерваторія Соналунар, Пусоль,  Іспанія
- J09: Балбрігган,  Ірландія
- J10: Аліканте,  Іспанія
- J11: Матозиньюш,  Португалія
- J12: Каракіс,  Іспанія
- J13: Ла-Пальма — Ліверпульський телескоп[en], о. Пальма, Канарські острови,  Іспанія
- J14: Корте, Канарські острови,  Іспанія
- J15: Мушагата,  Португалія
- J16: Обсерваторія Ан-Карраг, Лафінісленд, Північна Ірландія,  Велика Британія
- J17: Регдон, Англія,  Велика Британія
- J18: Dingle Observatory, Montgomery, Wales, U.K.
- J19: Ель-Маестрат,  Іспанія
- J20: Аравака,  Іспанія
- J21: Ель-Боало,  Іспанія
- J22: Обсерваторія Таканде, о. Пальма, Канарські острови,  Іспанія
- J23: Астрономічний Центр Ла-Куйєр,  Франція
- J24: Обсерваторія Альтаміра, Фаснія, Тенерифе, Канарські острови,  Іспанія
- J25: Обсерваторія Пеньямайор, Нава,  Іспанія
- J26: Центр космічного патруля, Найтон, Англія,  Велика Британія
- J27: Обсерваторія Ель-Гіхо,  Іспанія
- J28: Хаен,  Іспанія
- J29: Обсерваторія Ніра, Тіас, о. Лансароте, Канарські острови,  Іспанія
- J30: Обсерваторія Вентилья, Мадрид,  Іспанія
- J31: Ахаркія,  Іспанія
- J32: Альхараке,  Іспанія
- J33: Обсерваторія Хертфордширського Університету, Бейфордбері, Англія,  Велика Британія
- J34: Ла-Феча,  Іспанія
- J35: Обсерваторія Туксі, Мартос,  Іспанія
- J36: Обсерваторія Дьєс-а-ла-Онсе, Ільяна,  Іспанія
- J37: Уельва,  Іспанія
- J38: Обсерваторія Ла-Вара, Вальдес,  Іспанія
- J39: Інхеніо, о. Гран-Канарія, Канарські острови,  Іспанія.
- J40: Малага,  Іспанія
- J41: Рахені,  Ірландія
- J42: Пусоль,  Іспанія
- J43: Обсерваторія Укаймеден,  Марокко
- J44: Обсерваторія Ітурр'єта, Алава,  Іспанія
- J45: Обсерваторія Монтанья-Кабреха, Вега-де-Сан-Матео, о. Гран-Канарія, Канарські острови,  Іспанія
- J46: Обсерваторія Монтанья-Бланка, Тіас, о. Лансароте, Канарські острови,  Іспанія
- J47: Обсерваторія Назарет, о. Фуертевентура,  Іспанія
- J48: Обсерваторія Маккей, ла-Лагуна, о. Тенерифе, Канарські острови,  Іспанія.)
- J49: Санта-Пола,  Іспанія
- J50: Ла-Пальма — NEON, о. Пальма, Канарські острови,  Іспанія
- J51: Обсерваторія Атланті, Тенерифе, Канарські острови,  Іспанія
- J52: Обсерваторія Пінсоро,  Іспанія
- J53: Посадас,  Іспанія
- J54: Бредфордський роботизований телескоп[en], Канарські острови,  Іспанія
- J55: Обсерваторія Лос-Альтос-де-Аргінегін, о. Гран-Канарія, Канарські острови,  Іспанія
- J56: Обсерваторія Ла-Авехерілья, Канарські острови,  Іспанія
- J57: Астрономічний центр Альто-Турія, Валенсія,  Іспанія
- J58: Обсерваторія Брінлеврит, Ллантуїт Вардре, Уельс, Англія,  Велика Британія
- J59: Обсерваторія Лінсео, Сантандер,  Іспанія
- J60: Обсерваторія Токороро, Аркільїнос,  Іспанія
- J61: Обсерваторія Brownstown, Kilcloon,  Ірландія
- J62: Обсерваторія Кінгсланд, Бойл,  Ірландія
- J63: Сан-Габріель,  Іспанія
- J64: Ла-Мата,  Іспанія
- J65: Селбрідж,  Ірландія
- J66: Кінвер, Англія,  Велика Британія
- J67: Обсерваторія Ла-Пуебла-де-Вальбона,  Іспанія
- J68: Обсерваторія Твінхіллс, Хартпері, Глостершир, Англія,  Велика Британія
- J69: Північна Обсерваторія, Кленфілд, Англія,  Велика Британія
- J70: Астрономічна обсерваторія Вега-дель-Тадер, Ель-Пальмар,  Іспанія
- J71: Обсерваторія Віллоу-Бенк, Ланкашир, Англія,  Велика Британія
- J72: Вальє-дель-Соль,  Іспанія
- J73: Квайнтон, Англія,  Велика Британія
- J74: Більбао,  Іспанія
- J75: Мальоркська астрономічна обсерваторія[es], Ла-Сагра,  Іспанія
- J76: Ла-Мурта,  Іспанія
- J77: Обсерваторія Голден-Хілл, Стауртон-Кондл, Дорсет, Англія,  Велика Британія
- J78: Мурсія,  Іспанія
- J79: Обсерваторія Каларреона, Агілас,  Іспанія
- J80: Сен-Елен,  Франція
- J81: Гіргільяно,  Іспанія
- J82: Лейленд, Англія,  Велика Британія
- J83: Обсерваторія Олів-Фарм, Хойтон, Англія,  Велика Британія
- J84: Південна Обсерваторія, Кленфілд, Англія,  Велика Британія
- J85: Мейкерстоун, Шотландія,  Велика Британія
- J86: Обсерваторія Сьєрра-Невада[en],  Іспанія
- J87: Ла-Каньяда[en], Авіла,  Іспанія
- J88: Обсерваторія Строберрі-Філд, Саутгемптон, Англія,  Велика Британія
- J89: Обсерваторія Трес-Кантос,  Іспанія
- J90: Уест-Челлоу, Оксфорд, Англія,  Велика Британія
- J91: Обсерваторія Альт-Емпорда, Фігерас,  Іспанія
- J92: Біконсфілд, Англія,  Велика Британія
- J93: Обсерваторія Маунт-Таффлі, Глостер, Англія,  Велика Британія
- J94: Еббідейл, Глостер, Англія,  Велика Британія
- J95: Грейт-Шеффорд, Беркшир, Англія,  Велика Британія
- J96: Обсерваторія Кантабрія,  Іспанія
- J97: Альхінет,  Іспанія
- J98: Обсерваторія Манісес,  Іспанія
- J99: Бурхасот,  Іспанія

### K00—K99
- K00: Обсерваторія Ханау, Ханау,  Німеччина
- K01: Обсерваторія астрогнозіс, Бредвелл,  Велика Британія
- K02: Іствудська обсерваторія, Лі-он-Сі,  Велика Британія
- K03: Обсерваторія Монсек,  Іспанія
- K04: Обсерваторія Ло Фосіль, Àger,  Іспанія
- K05: Іденська обсерваторія, Банхем,  Велика Британія
- K06: Обсерваторія Монтагут, Кан Сола,  Іспанія
- K07: Обсерваторія Гравель, St. Maurice,  Франція
- K08: Обсерваторія Ллєдонер, Vallirana,  Іспанія
- K09: Обсерваторія Лліка д'Амунт, Llica d'Amunt,  Іспанія
- K10: Микро Паломар, Reilhanette,  Франція
- K11: Обсерваторія Пом'є,  Франція
- K12: Обсерваторія Марратсі,  Іспанія
- K13: Обсерваторія Альбірео, Інка,  Іспанія
- K14: Обсерваторія Сенселлєс,  Іспанія
- K15: Обсерваторія Murviel-lès-Montpellier,  Франція
- K16: Обсерваторія Рейланет, Reilhanette,  Франція
- K17: Обсерваторія Валентина, Бекс,  Швейцарія
- K18: Обсерваторія Есінг, Хесінґе,  Франція
- K19: Обсерваторія PASTIS, Банон,  Франція
- K20: Обсерваторія Данастро, Ромере,  Бельгія
- K21: Сен-Сатурнен-ле-Авіньйон,  Франція
- K22: Обсерваторія Ле-Барр, Ламанон,  Франція
- K23: Обсерваторія Горгонзола, Горгонзола,  Італія
- K24: Обсерваторія Шмельц, Шмельц,  Німеччина
- K25: Південна обсерваторія Верхнього Провансу, див. #511, Haute Provence South, Saint-Michel-l'Observatoire,  Франція
- K26: Контерн, Контерн,  Люксембург
- K27: Обсерваторія Сен-Мартен, Аматей Весіньє,  Франція
- K28: Штернварте Екдорф,  Німеччина
- K29: Стелларіум Горгенграт,  Швейцарія
- K30: Обсерваторія Люшерц, Luscherz,  Швейцарія
- K31: Астрономічна обсерваторія Белліно,  Італія
- K32: Обсерваторія Приморських Альп, Кунео,  Італія
- K33: Сан-Дефенденте,  Італія
- K34: Турин,  Італія
- K35: Обсерваторія Хюнфельден, Huenfelden,  Німеччина
- K36: Обсерваторія Еберсхайм, Еберсхайм,  Німеччина
- K37: Обсерваторія Чересето, Чересето,  Італія
- K38: Обсерваторія M57, Saltrio,  Італія
- K39: Обсерваторія Серра,  Італія
- K40: Альтдорфська обсерваторія, Альтдорф,  Німеччина
- K41: Астрономічна обсерваторія Вегакваттро, Нові Лігуре,  Італія
- K42: Кнілінгенська обсерваторія, Кнілінген,  Німеччина
- K43: Обсерваторія OVM, Chiesa in Valmalencom,  Італія
- K44: Марієнбурзька обсерваторія, Hildesheim,  Німеччина
- K45: Обсерваторія Пунта Фальконе, Piombino,  Італія
- K46: Бамберзька обсерваторія, Бамберг,  Німеччина
- K47: Обсерваторія BSCR, Санта-Марія-а-Монте,  Італія
- K48: Обсерваторія Кихоул, Сан-Джорджо ді Мантуя,  Італія
- K49: Обсерваторія Карпіон, Спедалетто,  Італія
- K50: Обсерваторія Фоєрштайн, Ebermannstadt,  Німеччина
- K51: Обсерваторія Селадо, Castello Tesino,  Італія
- K52: Обсерваторія Гвен, Сан-Франческо-аль-Кампо,  Італія
- K53: Марина ді Черветері,  Італія
- K54: Астрономічна обсерваторія Університету Сієни,  Італія
- K55: Обсерваторія Вальхаузена, Вальхаузен,  Німеччина
- K56: Оссерваторія ді Фоліньо,  Італія
- K57: Обсерваторія Фіоре,  Італія
- K58: Гевельсбергська обсерваторія, Гевельсберг,  Німеччина
- K59: Ельстерландська обсерваторія, Jessnigk,  Німеччина
- K60: Обсерваторія Ліндбі, Ліндбі,  Швеція
- K61: Рокичанська обсерваторія,  Чехія
- K62: Обсерваторія Тепліце,  Чехія
- K63: Обсерваторія Г. Пасколі, Кастельвеккіо Пасколі,  Італія
- K64: Обсерваторія Вайзенройт, Вайзенройт,  Німеччина
- K65: Чезенська обсерваторія, Чезена,  Італія
- K66: Астрономічна обсерваторія Анціо,  Італія
- K67: Баєрвальдська обсерваторія, Spiegelau, див. #C69,  Німеччина
- K68: Обсерваторія Еліанто, Pontecagnano,  Італія
- K69: Обсерваторія Riethnordhausen, Riethnordhausen,  Німеччина
- K70: Обсерваторія Розарно, Розарно,  Італія
- K71: Обсерваторія Нейтраублінг, Нейтраублінг,  Німеччина
- K72: Обсерваторія Селіко, Селіко,  Італія
- K73: Гравіна в Апулії,  Італія
- K74: Обсерваторія Мюнстершварцах, Шварцах,  Німеччина
- K75: Обсерваторія Астро Доломітес, Санта-Крістіна-Вальгардена,  Італія
- K76: Обсерваторія BSA, Савільяно,  Італія
- K77: Обсерваторія EHB01, Енгельгардсберг,  Німеччина
- K78: обсерваторія йота Скорпіона, La Spezia,  Італія
- K79: Ерфуртська обсерваторія, Ерфурт,  Німеччина
- K80: Обсерваторія Платанус, Lusówko,  Польща
- K81: P.M.P.H.R. Обсерваторія Deep Sky, Атіна,  Італія
- K82: Обсерваторія Альфард, Остуні,  Італія
- K83: Астрономічна обсерваторія Беппе Форті, Монтелупо,  Італія
- K84: Обсерваторія Фелліскароло, Фелліскароло,  Італія
- K85: Обсерваторія Кельміс, Кельміс,  Бельгія
- K86: Обсерваторія Брешії, Брешія,  Італія
- K87: Обсерваторія Детельбах Вайнярд,  Німеччина
- K88: GINOP-KHK, (див. #461, #561 і #053), програма GINOP: — GINOP-KHK, Piszkéstető
- K89: Цифрова Обсерваторія Старгейт, Manciano,  Італія
- K90: Сопотська астрономічна обсерваторія,  Сербія
- K91: Сазерленд-LCO A,  ПАР
- K92: Сазерленд-LCO B,  ПАР
- K93: Сазерленд-LCO C,  ПАР
- K94: Сазерлендська обсерваторія, Сазерленд,  ПАР
- K95: MASTER-SAAO, Обсерваторія MASTER-SAAO, Сазерленд,  ПАР
- K96: Обсерваторія Савеллі, Савеллі, обсерваторія Савеллі,  Італія
- K97: Обсерваторія Фреконру, Freconrupt,  Франція
- K98: 6ROADS Observatory 1, Войновко,  Польща
- K99: Ужгородська обсерваторія ISON,  Україна

### L00—L99
- L00: Обсерваторія Східного Риму, Рим,  Італія
- L01: Обсерваторія Тичан (нова обсерваторія Вишнян), також див. #120, Тичан,  Хорватія
- L02: Обсерваторія NOAK, Ставракі,  Греція
- L03: Обсерваторія SGT, Gaflenz,  Австрія
- L04: Обсерваторія ROASTERR-1, Клуж-Напока,  Румунія
- L05: Обсерваторія Дрідрі, Франчакорта,  Італія
- L06: Обсерваторія Сормано 2[en], також див. #587, Белладжо Via Lattea,  Італія
- L07: Обсерваторія Сальваторе ді Джакомо, Agerola,  Італія
- L08: Metsähovi Optical Telescope, Metsahovi,  Фінляндія
- L09: Sutherland-LCO Aqawan,  ПАР
- L10: Обсерваторія Кріонері, Кріонері,  Греція
- L11: Сандвретенська обсерваторія,  Швеція
- L12: Обсерваторія Koksijde, Koksijde,  Бельгія
- L13: Stardust Observatory, Брашов,  Румунія
- L14: Обсерваторія Вокс-ан-Велен, Вокс-ан-Велен,  Франція
- L15: Обсерваторія Св. Георгія, Ploiești
- L16: Stardreams Observatory, Valenii de Munte,  Румунія
- L17: Observatory Albanyà, Albanyà,  Іспанія
- L18: QOS Observatory, Zalistci,  Україна
- L19: Обсерваторія Фелсіна, Монтепастор,  Італія
- L20: Сараєвська обсерваторія, Сараєво,  Боснія і Герцеговина
- L21: Обсерваторія Острова, Констанца,  Румунія
- L22: Обсерваторія Барлад,  Румунія
- L23: Обсерваторія Шела,  Румунія
- L24: Обсерваторія Гаутенг, Гаутенг,  ПАР
- L25: Smolęcin Observatory, Smolecin,  Польща
- L26: Міська обсерваторія Sanderphil, Civitavecchia,  Італія
- L27: Обсерваторія 29PREMOTE, Добан,  Франція
- L28: Обсерваторія ISON-Castelgrande, Castelgrande, Basilicata,  Італія
- L29: Drebach-South Observatory, Віндгук,  Намібія
- L30: Обсерваторія Лобах, Бенінгхофен, Дортмунд,  Німеччина
- L31: Обсерваторія RaSo, Хемніц,  Німеччина
- L32: Корейська мережа мікролінзових телескопів,  ПАР
- L33: Ананьєвська обсерваторія, Ананьєв,  Україна
- L34: Galhassin Robotic Telescope, Існелло,  Італія
- L35: DreamSky Observatory, Лісники,  Україна
- L36: Телескоп BlueEye600 (Обсерваторія Ондржейов),  Чехія
- L37: Обсерваторія Альнітак, El Puerto de Santa María,  Іспанія
- L38: Обсерваторія Шафсвайде, Schelde,  Німеччина
- L39: Обсерваторія Спіка, Signa,  Італія
- L40: Обсерваторія Растфул Саарбрюкен,  Німеччина
- L41: Обсерваторія Понте-Усо, Понте-Усо,  Італія
- L42: Обсерваторія Астрнокамп Манчіано,  Італія
- L43: Агерська обсерваторія, Агер, Лейда,  Іспанія
- L44: Обсерваторія AstroVal, AstroVal, Le Chenit,  Швейцарія
- L45: Обсерваторія ObsCT, Катанія,  Італія
- L46: Обсерваторія Махадаонда,  Іспанія
- L47: Обсерваторія Пьоббіко, Пьоббіко,  Італія
- L48: Обсерваторія Бая-Маре, Бая-Маре,  Румунія
- L49: Обсерваторія Вега, Dorfleiten,  Австрія
- L50: Обсерваторія ГенШтаб, Научний,  Україна
- L51: МАРГО, Научний,  Україна
- L52: МАСТЕР-Таврида, МАСТЕР-Таврида,  Україна
- L53: Обсерваторія Ломаццо, Комо,  Італія
- L54: Обсерваторія Бертло, Хунедоара,  Румунія
- L55: Обсерваторія Sura Gardens, Дніпро,  Україна
- L56: Лімбурзька обсерваторія, Лімбург,  Німеччина
- L57: Обсерваторія Бакеу, Бакеу,  Румунія
- L58: Обсерваторія Небесної Сови,  Україна
- L59: Compustar Observatory, Руан,  Франція
- L60: Обсерваторія Поповича, Іванівка,  Україна
- L61: Південна обсерваторія МОНЕ, Сазерленд,  ПАР
- L62: Обсерваторія Гіпатія, Ріміні,  Італія
- L63: HOB Observatory, Capraia Fiorentina,  Італія
- L64: Martesana Observatory, Cassina de Pecchi,  Італія
- L65: Бреденкампська обсерваторія, Бремен,  Німеччина
- L66: MeerLICHT-1 в Південноафриканській астрономічній обсерваторії, Сазерленд,  ПАР
- L67: Черкізовська обсерваторія, Московська область,  Росія
- L68: Обсерваторія PESCOPE, Порт-Елізабет,  ПАР
- L69: Обсерваторія LaCaille, Преторія,  ПАР
- L70: Zvjezdarnica Graberje, Загреб,  Хорватія
- L71: Обсерваторія Ведрусь, Азовська,  Росія
- L72: Астрофотообсерваторія Мележа,  Росія
- L73: Обсерваторія Блаженного Германа, Імпрунета,  Італія
- L74: Обсерваторія АстроКолаурі, Неаполь,  Італія
- L75: Тартуська обсерваторія (див. 075 для Тартуської старої обсерваторії[en]),  Естонія
- L76: Обсерваторія Номад, Кочеванчик,  Росія
- L77: РДСС, Ковалівка,  Росія
- L78: Обсерваторія Марко, Салерно,  Італія
- L79: Обсерваторія BOSZA, Szalanta,  Угорщина
- L80: обсерваторія SpringBok, Tivoli,  Намібія
- L81: Віддалена обсерваторія Skygems Namibia,  Намібія
- L82: Обсерваторія Кроу, Порталегре,  Португалія
- L83: Обсерваторія UJA, Хаен,  Іспанія
- L84: Letnik Observatory, Ростовська область,  Росія
- L85: Обсерваторія BiAnto, Lauria,  Італія
- L86: Обсерваторія Джордано Бруно,Бралло,  Італія
- L87: Південна обсерваторія місячної бази, Хакос,  Намібія
- L88: Станція Le Pleiadi, Pantane,  Італія
- L89: Обсерваторія PAO, Прато,  Італія
- L90: АВОобсерваторія, Розарно,  Італія
- L91: Обсерваторія Antares MTM, San Donato Val di Comino,  Італія
- L92: Обсерваторія Сан-Костантіно,  Італія
- L93: Обсерваторія Гарраф, Сант-Пере-де-Рібес,  Іспанія
- L94: Обсерваторія MOMA, Oviedo,  Іспанія
- L95: Обсерваторія Кантерас, Кантерас, Мурсія,  Іспанія
- L96: ISON-Бюраканська обсерваторія,  Вірменія
- L97: Обсерваторія Касл Філдс, Calne,  Велика Британія
- L98: Обсерваторія Ла Сагра, Puebla de Don Fadrique,  Іспанія
- L99: Новоселківська обсерваторія, Новоселки,  Україна

### M00—M99
- M03: Бадалонська бореальна обсерваторія,  Іспанія
- M10: Обсерваторія CPF, Сен-Вальє-де-Тьє,  Франція
- M15: Обсерваторія Діви, Севезо,  Італія
- M18: Observatory Koeditz, Koeditz,  Німеччина
- M22: ATLAS–SAAO, ATLAS Південна Африка, Сазерленд,  ПАР
- M33: OWL-Net, Міцпе Рамон,  Ізраїль
- M42: Emirates Observatory, Al Rahba,  ОАЕ
- M43: Обсерваторія Аль-Садім, Абу-Дабі,  ОАЕ
- M44: Обсерваторія Аль-Хатім, Абу-Дабі,  ОАЕ
- M46: Althuraya Astronomy Center, Дубай,  ОАЕ
- M47: Обсерваторія Шарджа, Шарджа,  ОАЕ
- M90: Обсерваторія Червішево, Червішево,  Росія

### N00—N99
- N27: Омська йогічна обсерваторія,  Росія
- N30: Астрономічна обсерваторія Зедс, Лахор,  Пакистан
- N31: Eden Astronomical Observatory, Lahore,  Пакистан
- N42: Тянь-Шаньська астрономічна обсерваторія,  Казахстан
- N43: Обсерваторія плато для купола А, станція Куньлунь,  Антарктида
- N50: Himalayan Chandra Telescope, IAO, Ханле,  Індія
- N51: Індійський телескоп GROWTH, IAO, Ханле,  Індія
- N55: Обсерваторія Корона Бореаліс, Нгарі,  КНР
- N56: Опитування Цзіньшань-Бейміан, Алі,  КНР
- N82: Обсерваторія Мульта,  Росія
- N86: Xingming Observatory-KATS, Nanshan,  КНР
- N87: Станція Наньшань, обсерваторія Сіньцзян,  КНР
- N88: Xingming Observatory #3, Nanshan,  КНР
- N89: Xingming Observatory #2, Nanshan,  КНР

### O00—O99
- O02: Galaxy Tibet YBJ Observatory, Yangbajing,  КНР
- O37: Обсерваторія TRT-NEO, Чіангмай,  Таїланд
- O43: Обсерваторія Негара, Лангкаві,  Малайзія
- O44: Станція Ліцзян обсерваторії Юньнань,  КНР
- O45: Обсерваторія Юньнань-Гонконг, Гаомейгу,  КНР
- O47: Обсерваторія Юньлін, Юньнань,  КНР
- O48: Purple Mountain Observatory, Яоань (0,8-м),  КНР
- O49: Станція Яоань Обсерваторії Пурпурної Гори, Станція Яоань,  КНР
- O50: Обсерваторія Хін Хуа, Кланг,  Малайзія
- O72: OWL-Net, Сонгіно,  Монголія
- O75: Обсерваторія ISON-Hureltogoot,  Монголія
- O85: Обсерваторія Лішань, Lintong,  КНР

### P00—P99
- P18: Обсерваторія березового лісу, Лабагумен,  КНР
- P25: Віддалена навчальна обсерваторія Кіньмень, Цзіньчен,  Республіка Китай
- P30: Обсерваторія Цзяньнаньтяньчі, Анджі,  КНР
- P31: Starlight Observatory, Tianhuangping,  КНР
- P34: Lvye Observatory, Сучжоу,  КНР
- P35: Віддалена обсерваторія Кутейп, Чанхуа,  Тайвань
- P36: Обсерваторія ULTRA, Сучжоу,  КНР
- P37: Обсерваторія середньої школи HuiWen, місто Тайчжун,  Тайвань
- P40: Обсерваторія Університету китайської культури, Тайбей,  Тайвань
- P48: Обсерваторія ASTEP, Станція Конкордія,  Антарктида
- P64: Обсерваторія GSHS, Сувон,  Південна Корея
- P65: OWL-Net, Daedeok,  Південна Корея
- P66: Оптична астрономічна обсерваторія Deokheung,  Південна Корея
- P67: Обсерваторія національного університету Канвон,  Південна Корея
- P72: OWL-Net, Mt. Bohyun,  Південна Корея
- P73: BSH Byulsem Observatory, Пусан,  Південна Корея
- P87: Обсерваторія Хірао, Ямагуті,  Японія
- P93: Центр відстеження та зв'язку в космосі, JAXA,  Японія

### Q00—Q99
- Q02: Sakai Observatory, Осака,  Японія
- Q11: Обсерваторія Сінсіро, Сінсіро,  Японія
- Q12: Обсерваторія Нагано (також див. #D81),  Японія
- Q19: Обсерваторія Мачіда, Мачіда,  Японія
- Q21: Південна обсерваторія Уцуномія,  Японія
- Q23: Обсерваторія Сукагава, Сукагава,  Японія
- Q24: Обсерваторія Каторі, Каторі,  Японія
- Q33: Обсерваторія Найоро, Обсерваторія Найоро, Університет Хоккайдо,  Японія
- Q38: Обсерваторія озера Бога (Обсерваторія Суон-Гілл),  Австралія
- Q54: Телескоп Харлінгтен, Обсерваторія Грінхілл,  Австралія
- Q55: SkyMapper[en] в Обсерваторія Сайдинг-Спрінг, SkyMapper, Siding Spring,  Австралія
- Q56: Обсерваторія Небесного Дзеркала, Ясс,  Австралія
- Q57: Korea Microlensing Telescope Network-SSO,  Австралія
- Q58: Обсерваторія Сайдинг-Спрінг: NSW Siding Spring-LCO Clamshell #1
- Q59: Обсерваторія Сайдинг-Спрінг: NSW Siding Spring-LCO Clamshell #2
- Q60: Обсерваторія Сайдинг-Спрінг: NSW ISON-SSO Observatory, Siding Spring
- Q61: Обсерваторія Сайдинг-Спрінг: NSW PROMPT, Siding Spring
- Q62: Обсерваторія Сайдинг-Спрінг: NSW iTelescope Observatory, Siding Spring
- Q63: Обсерваторія Сайдинг-Спрінг: NSW Siding Spring-LCO A
- Q64: Обсерваторія Сайдинг-Спрінг: NSW Siding Spring-LCO B
- Q65: Warrumbungle Observatory,  Австралія
- Q66: Обсерваторія Сайдинг-Спрінг: NSW Siding Spring-Janess-G, JAXA
- Q67: Обсерваторія JBL, Батерст,  Австралія
- Q68: Синій Гірська обсерваторія, Блакитні гори, Леура,  Австралія
- Q69: Хазелбрук,  Австралія
- Q70: Обсерваторія Гленлі, Гленлі, Квінсленд,  Австралія
- Q78: Обсерваторія Вугуру, Лісове озеро, Обсерваторія Вугуру, Лісове озеро,  Австралія
- Q79: Обсерваторія Самфорд Веллі, Квінсленд  Австралія
- Q80: Обсерваторія Беркдейл, Беркдейл,  Австралія
- Q81: Обсерваторія Калундра Вест, Калундра Вест,  Австралія

### R00—R99
- R57: Обсерваторія Аорангі Іті, також див. #474, Озеро Текапо,  Нова Зеландія
- R58: Обсерваторія Беверлі-Бегг, Данідін,  Нова Зеландія
- R65: Обсерваторія Р. Ф. Джойса, Крайстчерч,  Нова Зеландія
- R66: Обсерваторія Мурей, Крайстчерч,  Нова Зеландія

### T00—T99
- T03: Haleakala-LCO Clamshell #3,  США
- T04: Haleakala-LCO OGG B #2,  США
- T05: Система останнього сповіщення про зіткнення астероїда з Землею (ATLAS-HKO; Обсерваторія Халеакала), Халеакала,  США
- T07: Допоміжна камера ATLAS-MLO, Мауна-Лоа,  США
- T08: Система останнього сповіщення про зіткнення астероїда з Землею (ATLAS-MLO; Обсерваторія Мауна Лоа[en]), Мауна Лоа,  США
- T09: Мауна-Кеа-Гавайський університет/Tholen NEO Follow-Up (Subaru),  США
- T10: Субміліметровий масив[en] (SMA), Обсерваторія Мауна-Кеа,  США
- T12: Mauna Kea-UH/Tholen NEO Follow-Up (2.24-m),  США
- T14: Мауна-Кеа-UH/Tholen NEO Follow-Up (CFHT),  США

### U00—U99
- U52: Обсерваторія Шаста-Веллі, Гренада (?),  США
- U53: Обсерваторія Мюррей Хілл, Бівертон,  США
- U54: Обсерваторія Юма, Санта-Роза,  США
- U55: Обсерваторія Golden Ears, Maple Ridge,  Канада
- U56: Обсерваторія Пало-Альто, Пало-Альто,  США
- U57: Обсерваторія Блек-Маунтін, Лос-Альтос,  США
- U63: Обсерваторія Бернт-Трі-Хілл, Кле Елум,  США
- U64: Ліндська обсерваторія — Центральний Вашингтонський університет (CWU), Елленсбург,  США
- U65: Обсерваторія CWU, Елленсбург,  США
- U67: Обсерваторія Джека С. Девіса, Карсон-Сіті,  США
- U68: Роботизований телескоп JPL SynTrack, Оберрі,  США
- U69: iTelescope SRO Observatory, Auberry,  США
- U70: Обсерваторія RASC, Олдер-Спрінгс,  США
- U71: Обсерваторія AHS, Castaic,  США
- U72: Обсерваторія Тарзана, Тарзана,  США
- U73: Редондо-Біч,  США
- U74: JPL SynTrack Robotic Telescope 2, Оберрі,  США
- U76: Астрономічна обсерваторія Морі Левіна, Glendora,  США
- U77: Обсерваторія Рані, Сан-Дієго,  США
- U78: Обсерваторія Сідар-Глен,  США
- U79: Центр космічних досліджень, Енсінітас,  США
- U80: Обсерваторія DanHenge — Центр досліджень Сонячної системи (CS3), Landers
- U81: Троянська станція — Центр досліджень сонячної системи (CS3), Landers
- U82: Станція Palmer Divide — Центр досліджень сонячної системи (CS3), Landers
- U83: Обсерваторія Маунт-Лагуна, Маунт-Лагуна, Обсерваторія Маунт-Лагуна,  США
- U96: Геофізична обсерваторія Університету Атабаски, Геофізична обсерваторія Університету Атабаски,  Канада
- U97: JPL SynTrack Роботизований телескоп 3, Флагстафф,  США

### V00—V99
- V00: Телескоп Бока[en], Обсерваторія Кітт-Пік, Кітт-Пік-Бок,  США
- V01: Маунтінвільська обсерваторія, Альпайн,  США
- V02: Обсерваторія Команд Модюл, Темпе,  США
- V03: Велика Водна Обсерваторія, Велика Вода,  США
- V04: FRoST, станція Anderson Mesa, див. #688,  США
- V05: Обсерваторія Rusty Mountain, Gold Canyon,  США
- V06: Catalina Sky Survey-Kuiper, також див. #703,  США
- V07: Whipple Observatory PAIRITEL (також див. #696 і #G91), Mount Hopkins-PAIRITEL,  Чилі
- V08: Mountain Creek Ranch, Вейл,  США
- V09: Обсерваторія Мока, Бенсон,  США
- V10: Обсерваторія Сьєрра-Сінагуа, Флагстафф,  США
- V11: Обсерваторія Сагуаро, Тусон,  США
- V12: Елгінська обсерваторія, Елгін,  США
- V13: Little Moose Observatory, Тімбер Лейкс,  США
- V14: Обсерваторія Муз-Спрінгс, Тімбер-Лейкс,  США
- V15: OWL-Net, Обсерваторія Маунт-Леммон,  США
- V16: Обсерваторія Кроусон, Темне небо Нью-Мексико, Анімас,  США
- V17: обсерваторія Лео, Тусон,  США
- V19: обсерваторія Віскі-Крік,  США
- V20: Обсерваторія Кіллер Рокс, Пай Таун,  США
- V21: Обсерваторія Cewanee при DSNM,  США
- V23: Обсерваторія FOAH, Магдалена,  США
- V26: UAS-ISON Observatory, Cosala,  Мексика
- V27: Обсерваторія North Mesa, Лос-Аламос,  США
- V28: Deep Sky West Observatory, Rowe,  США
- V29: Обсерваторія Клаудкрофт (Об'єкт Цека Мауна Клаудкрофта, розташований у Клаудкрофт; також див. місцезнаходження Мейхілл: NM Tzec Maun Cloudcroft Facility
- V30: Обсерваторія Heaven on Earth, Мейхілл,  США
- V31: Hazardous Observatory, Mayhill,  США
- V32: Canvas View New Mexico Skies, Mayhill,  США
- V34: Обсерваторія Шварцвальд, Шварцвальд,  США
- V35: Deep Sky Observatory,  США
- V36: Обсерваторія Ранч, Артезія, Лейквуд,  США
- V37: McDonald Observatory-LCO ELP, також див. #711,  США
- V38: McDonald Observatory-LCO ELP Aqawan A #1, також див. #711,  США
- V39: Обсерваторія Макдональда-LCO ELP B, Обсерваторія Макдональда-LCO ELP B,  США
- V40: Обсерваторія темного неба[en], Форт-Девіс,  США
- V41: Обсерваторія Рапід-Сіті, Рапід-Сіті,  США
- V58: Обсерваторія Медіна-Доум, Медіна,  США
- V59: Мілвудська обсерваторія, Комфорт,  США
- V60: Гірська обсерваторія Путнам,  США
- V61: Південна обсерваторія Shed of Science, Понтоток,  США
- V62: Live Oak Observatory, Понтоток,  США
- V63: Обсерваторія Тара, Черокі,  США
- V70: Обсерваторія зоряної ночі, Колумбус,  США
- V72: Обсерваторія Омаха, Омаха,  США
- V74: Обсерваторія Кеті, Кеті,  США
- V78: обсерваторія Спіріт Марш, Саук центр,  США
- V81: Фейєтвільська обсерваторія, Фейєтвіль,  США
- V83: Обсерваторія Роллінг Хіллз, Уорренсбург,  США
- V86: Обсерваторія гримучої змії, Седалія,  США
- V88: Обсерваторія Рівер-Рідж, Конвей,  США
- V93: Обсерваторія Пін Оук, Форт Медісон, Обсерваторія Пін Оук, Форт Медісон,  США
- V94: Обсерваторія Черокірідж, Форт Медісон,  США

### W00—W99
- W04: Обсерваторія Марка Еванса, Блумінгтон,  США
- W08: Обсерваторія Джимгінні, Нейпервіль,  США
- W11: Calumet Astronomy Center, Northwest Indiana Robotic Telescope, Lowell,  США
- W14: Harvest Observatory, Harvest,  США
- W16: Обсерваторія Плезант-Гровс,  США
- W19: Обсерваторія Каламазу, Каламазу,  США
- W22: Hevonen Farm Observatory, Оксфорд,  США
- W23: Обсерваторія ВестРок, Колумбус,  США
- W25: Обсерваторія RMS, Цинциннаті,  США
- W28: Ex Nihilo Observatory, Віндер,  США
- W30: Обсерваторія коледжу Джорджії, Мілледжвіль,  США
- W31: Обсерваторія Дірлік, Кроуфордвілл,  США
- W32: Кроуфордвільська обсерваторія,  США
- W33: Transit Dreams Observatory, Кампобелло,  США
- W34: Обсерваторія Squirrel Valley, Колумбус,  США
- W38: Обсерваторія Mind's Eye, заповідник Святого Себастьяна, Себастьян, Флорида,  США
- W42: Обсерваторія темного неба, Бун,  США
- W46: Обсерваторія Foxfire Village, Foxfire Village,  США
- W49: Обсерваторія CBA-MM, Mountain Meadows,  США
- W50: Apex, Apex,  США
- W53: Hagerstown Observatory, Hagerstown,  США
- W54: Віддалена обсерваторія Марка Слейда, Вілдернес,  США
- W55: Обсерваторія Нателлі, Фредерік,  США
- W61: Лісайдська обсерваторія, Елгін,  Канада
- W62: Comet Hunter Observatory 2, Нью-Рінгголд,  США
- W63: Астрономічна обсерваторія Технологічного університету Перейри, Перейра,  Колумбія
- W65: Обсерваторія GOZ, Монпельє, Обсерваторія GOZ, Монпельє,  Канада
- W66: Обсерваторія SVH, Блерстаун,  США
- W67: Обсерваторія Пола Робінсона, парк штату Вурхіз,  США
- W68: Атлас Чилі, Обсерваторія Ель-Соус, Ріо-Уртадо,  Чилі
- W70: Loose Goose Observatory, Saint-Jérôme,  Канада
- W71: Обсерваторія Ренд II, Лейк-Плесід,  США
- W72: Обсерваторія Трамбалла, Трамбалл,  США
- W73: Обсерваторія Мокегуа, Карумас,  Перу
- W74: Данський телескоп, ESO-Обсерваторія Ла-Сілья, Ла Сілья,  Чилі
- W75: SPECULOOS-Південна обсерваторія, Паранал, SPECULOOS-Південна обсерваторія, Паранал,  Чилі
- W76: CHILESCOPE[en], Río Hurtado, обсерваторія CHILESCOPE, Ріо-Хуртад,  Чилі
- W77: Обсерваторія Скайледж, Кіллінгворт,  США
- W78: Clay Telescope, Clay Telescope, Гарвардський університет,  США
- W79: Серро Тололо-LCO Aqawan B #1, див. #807, Cerro Tololo-LCO Aqawan B #1,  Чилі
- W80: Вествудська обсерваторія, Вествуд,  США
- W81: Nebula Knoll Observatoy, East Wakefield,  США
- W82: Обсерваторія Менделя, коледж Меррімак,  США
- W83: Обсерваторія Вайтін, Wellesley,  США
- W84: Cerro Tololo-Dark Energy Camera (DECam) Dark Energy Survey, також див. #807, Cerro Tololo-DECam,  Чилі
- W85: Серро Тололо-LCO A, на #807,  Чилі
- W86: Серро Тололо-LCO B, на #807,  Чилі
- W87: Серро Тололо-LCO C, на #807,  Чилі
- W88: Slooh Chile Observatory, La Dehesa,  Чилі
- W89: Серро Тололо-LCO Aqawan A #1, на #807,  Чилі
- W90: Обсерваторія Грейнджера Академії Філіпса Ексетера,  США
- W91: VHS-VISTA, Серро-Параналь,  Чилі
- W92: Обсерваторія MASTER-OAFA, Сан-Хуан,  Аргентина
- W93: Korea Microlensing Telescope Network-CTIO,  Чилі
- W94: AMACS1, Сан-Педро-де-Атакама,  Чилі
- W95: Панамська обсерваторія, San Pedro de Atacama,  Чилі
- W96: CAO (з 2013), CAO, Сан-Педро-де-Атакама (з 2013),  Чилі
- W97: Обсерваторія пустелі Атакама, Обсерваторія пустелі Атакама, Сан-Педро-де-Атакама,  Чилі
- W98: Полонська обсерваторія, Сан-Педро-де-Атакама,  Чилі
- W99: Обсерваторія пустелі Атакама, SON, станція Сан-Педро-де-Атакама,  Чилі

### X00—X99
- X00: Обсерваторія Толар,  Аргентина
- X01: Обсерваторія Уртадо,  Чилі
- X02: Telescope Live Observatory, El Sauce,  Чилі
- X03: Обсерваторія SADR, Порото,  Чилі
- X04: Обсерваторія MCD, Сен-Анакле
- X05: Оглядовий телескоп Сімоні, Обсерваторія Віри К. Рубін,  Чилі
- X12: Обсерваторія Лос-Кабезонес,  Аргентина
- X13: Обсерваторія Боске-Алегрі,  Аргентина
- X14: Обсерваторія Orbis Tertius, Кордова,  Аргентина
- X31: Обсерваторія Галілео Галілея, Оро Верде,  Аргентина
- X38: Обсерваторія Пуейредон, La Lonja,  Аргентина
- X39: Обсерваторія Антарес, також див. обсерваторію #H55, Pilar,  Аргентина
- X50: Астрономічна обсерваторія Монтевідео,  Уругвай
- X57: Обсерваторія Casimiro Montenegro Filho, Polo Fozuçu Astronomico CMF,  Бразилія
- X70: Обсерваторія OATU, Tupi Paulista,  Бразилія
- X74: Обсерваторія Кампо-дус-Амарайс, Observatorio Campo dos Amarais,  Бразилія
- X87: Обсерваторія Dogsheaven, Бразиліа,  Бразилія
- X88: Обсерваторія Адхара (Observatório Adhara), Обсерваторія Адхара, Сорокаба,  Бразилія
- X89: Обсерваторія Рокка, Бразиліа,  Бразилія
- X90: Обсерваторія Каріна, Бразиліа,  Бразилія

### Y00—Y99
- Y00: Обсерваторія SONEAR[pt], Олівейра[en],  Бразилія
- Y16: Обсерваторія ROCG, Кампус-дус-Гойтаказіс,  Бразилія
- Y28: Обсерваторія OASI, Ітакуруба[pt],  Бразилія
- Y40: Обсерваторія Діскавері, Каруару[en],  Бразилія

### Z00—Z99
- Z02: Обсерваторія HAO, Обсерваторія Укаймеден, Укаймеден,  Марокко
- Z03: Обсерваторія Ріо-Кофіо, Робледо-де-Чавела,  Іспанія
- Z05: Обсерваторія Гора, Cártama,  Іспанія
- Z06: Обсерваторія Марина Скай, Нерпіо,  Іспанія
- Z07: Обсерваторія Ad Astra Sangos, Alhendin,  Іспанія
- Z08: Telescope Live, Орія,  Іспанія
- Z09: Обсерваторія Олд-Орчард, Фіддінгтон,  Велика Британія
- Z10: Обсерваторія PGC, Фрехеналь-де-ла-Сьєрра,  Іспанія
- Z11: Appledorne Observatory, Фарнсфилд,  Велика Британія
- Z12: Обсерваторія Ла Романета, Моновер, Ла Романета, Моновар,  Іспанія
- Z13: Обсерваторія AGP GUAM 4, Малага, Обсерваторія AGP GUAM 4, Малага,  Іспанія
- Z14: Обсерваторія ART, Фрехеналь-де-ла-Сьєрра,  Іспанія
- Z15: Обсерваторія Саутвотер, Саутвотер,  Велика Британія
- Z16: Обсерваторія астрономічної асоціації Картахени (Asociacion Astronomica de Cartagena), Asociacion Astronomica de Картахена,  Іспанія
- Z17: Тенерифе-LCO Aqawan A #2, Тенерифе-LCO Aqawan A #2,  Іспанія
- Z18: Великий телескоп Канарських островів, Обсерваторія Роке-де-лос-Мучачос,  Іспанія
- Z19: Національний телескоп Галілея[en], Ла-Пальма-TNG,  Іспанія
- Z20: Телескоп Меркатор[en], Ла-Пальма-МЕРКАТОР,  Іспанія
- Z21: Тенерифе-LCO Aqawan A #1,  Іспанія
- Z22: Обсерваторія MASTER-IAC, Тенерифе,  Іспанія
- Z23: Північний оптичний телескоп, Обсерваторія Роке-де-лос-Мучачос, Ла-Пальма,  Іспанія
- Z24: Обсерваторія Тенерифе-LCO B, Тенерифе,  Іспанія
- Z25: Обсерваторія Артеміс, Тейде,  Іспанія
- Z26: Архангельська обсерваторія, Las Zocas,  Іспанія
- Z27: Обсерваторія Кораліто, La Laguna,  Іспанія
- Z28: Північна обсерваторія Skygems, Nerpio,  Іспанія
- Z29: Обсерваторія Собраділло,  Іспанія
- Z30: Обсерваторія Глін-Марш, Дуглас,  Велика Британія
- Z31: Обсерваторія Тенерифе-LCO A, Тенерифе,  Іспанія
- Z32: Обсерваторія Джаваламбре,  Іспанія
- Z33: 6ROADS Observatory 2, Nerpio,  Іспанія
- Z34: NNHS Drummonds Observatory,  Велика Британія
- Z35: Обсерваторія університету Валенсії, Арас-де-лос-Ольмос,  Іспанія
- Z36: Обсерваторія Канселада, Канселада,  Іспанія
- Z37: Обсерваторія Нортхолтського відділення 3[en], Блендфордський форум,  Велика Британія
- Z38: Обсерваторія Пікото, Лейрія,  Португалія
- Z39: Обсерваторія Коста Тегісе,  Іспанія
- Z40: Обсерваторія Ель-Мансанільо, Пуерто-де-ла-Торре,  Іспанія
- Z41: Обсерваторія Ірідео, Camarma de Esteruelas,  Іспанія
- Z42: Обсерваторія Рушай Фарм, Стурмінстер Ньютон,  Велика Британія
- Z43: Обсерваторія Ландеен, Ландеен,  Франція
- Z44: Термінальна обсерваторія, A Coruña,  Іспанія
- Z45: Космічна обсерваторія, Марбелья,  Іспанія
- Z46: Кардіффська обсерваторія, Кардіфф,  Велика Британія
- Z47: Ранкорнська обсерваторія, Ранкорн,  Велика Британія
- Z48: Обсерваторія Нортхолтського відділення 2[en], Шепердс Буш,  Велика Британія
- Z49: Alston Observatory, Лонгрідж, Alston Observatory,  Велика Британія
- Z50: Обсерваторія Мазарієгос, Мазарієгос,  Іспанія
- Z51: Обсерваторія Анунакі, Рівас-Ваціамадрід,  Іспанія
- Z52: The Studios Observatory, Grantham,  Велика Британія
- Z53: TRAPPIST–North, в обсерваторії Оукаймден (#J43), TRAPPIST-North, Oukaïmeden,  Марокко
- Z54: Грінмурська обсерваторія, Вудкот,  Велика Британія
- Z55: Обсерваторія Ураніборг, Есія Севілья, Есія,  Іспанія
- Z56: Обсерваторія Нокнабула, Нокнабула,  Ірландія
- Z57: Обсерваторія Зубен, Alhaurín de la Torre,  Іспанія
- Z58: ESA Cebreros TBT Observatory, Cebreros,  Іспанія
- Z59: Челфордська обсерваторія,  Велика Британія
- Z60: Залдібійська обсерваторія,  Іспанія
- Z61: Обсерваторія Монтеканаль, Сарагоса,  Іспанія
- Z62: Обсерваторія Форкарей, Observatorio Forcarei,  Іспанія
- Z63: обсерваторія Скайбор, Борха,  Іспанія
- Z64: Обсерваторія Мірон дель Сьєло,  Іспанія
- Z65: Обсерваторія Коргас,  Іспанія
- Z66: Deimos Sky Survey, гора Ніфла,  Іспанія
- Z67: Обсерваторія замку Данбойн, Обсерваторія замку Данбойн,  Ірландія
- Z68: Обсерваторія Торреагіла, Barbaño,  Іспанія
- Z69: Обсерваторія Мазагон,  Іспанія
- Z70: Обсерваторія Понферрада, Понферрада,  Іспанія
- Z71: Observatorio Norba Caesarina, Cáceres, Aldea Moret,  Іспанія
- Z72: Обсерваторія Кадемюір, Обсерваторія Кадемюір, Далкі,  Ірландія
- Z73: Обсерваторія Нових Горизонтис (Observatorio Nuevos Horizontes), Observatorio Nuevos Horizontes, Camas,  Іспанія
- Z74: Обсерваторія Amanecer de Arrakis, спостерігач: AN Amanecer de Arrakis
- Z75: Обсерваторія Сіріус, Обсерваторія Сіріус, Лас-Ломас,  Іспанія
- Z76: Обсерваторія Карда, Observatorio Carda, Villaviciosa,  Іспанія
- Z77: Обсерваторія Осуна, Осуна,  Іспанія
- Z78: Обсерваторія Арройо, Обсерваторія Арройо, Арройо Уртадо,  Іспанія
- Z79: Calar Alto TNO Survey, на #493, Calar Alto TNO Survey,  Іспанія
- Z80: Обсерваторія Нортхолтського відділення[en], обсерваторія Нортхолтського відділення,  Велика Британія
- Z81: Обсерваторія Естрелья де Мар (Observatorio Estrella de Mar), Observatorio Estrella de Mar,  Іспанія
- Z82: Обсерваторія BOOTES-2, Обсерваторія BOOTES-2, Альгарробо,  Іспанія
- Z83: Обсерваторія Чічарронян 3C, Обсерваторія Чічарронян 3C, Tres Cantos,  Іспанія
- Z84: Калар Альто-Шмідт (див. також #493) Src, Калар Альто-Шмідт,  Іспанія
- Z85: Обсерваторія Сьєрра-Контравіза (Observatorio Sierra Contraviesa), Observatorio Sierra Contraviesa,  Іспанія
- Z86: Обсерваторія Сент-Меллонс, Сент-Меллонс,  Велика Британія
- Z87: Обсерваторія Стенлі Лейвера, Обсерваторія Стенлі Лейвера, Понтесбері,  Велика Британія
- Z88: Fosseway Observatoy, Fosseway Observatoy, Stratton-on-the-Fosse,  Велика Британія
- Z89: Маклсфілдська обсерваторія, Маклсфілд,  Велика Британія
- Z90: Обсерваторія Альбокс, Альбокс,  Іспанія
- Z91: Обсерваторія Кердрідж, Кердрідж,  Велика Британія
- Z92: Обсерваторія Вест-Парку, Обсерваторія Вест-Парку, Лідс,  Велика Британія
- Z93: Обсерваторія Полоп, Обсерваторія Полоп, Аліканте,  Іспанія
- Z94: Кемпшоттська обсерваторія, Кемпшотт,  Велика Британія
- Z95: Віддалена обсерваторія Astronomía Para Todos, віддалена обсерваторія Astronomia Para Todos,  Іспанія
- Z96: Обсерваторія Чезараугусто, Observatorio Cesaraugusto,  Іспанія
- Z97: Обсерваторія OPERA, Обсерваторія OPERA, Saint Palais,  Франція
- Z98: Обсерваторія TRZ, Observatorio TRZ, Bétera,  Іспанія
- Z99: Обсерваторія Кліксбі, Обсерваторія Кліксбі, Кліторпс,  Велика Британія